# Attendorn

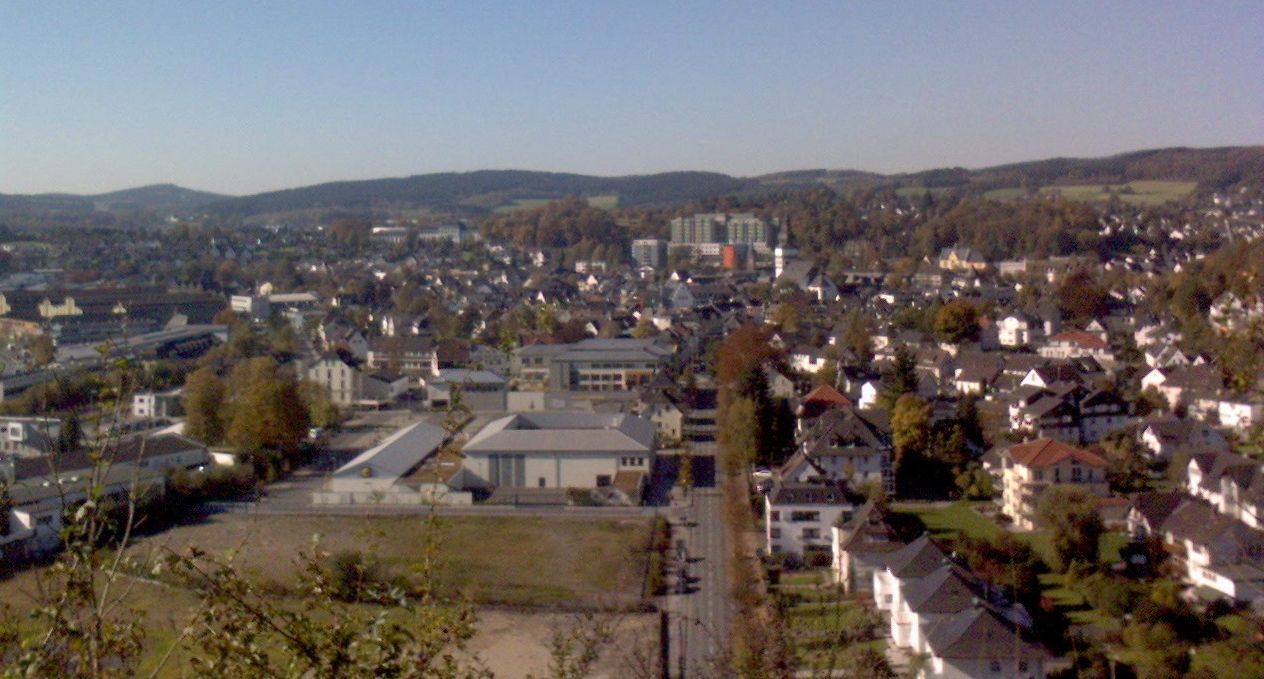
Blick über die Stadt von der Atta-Höhle

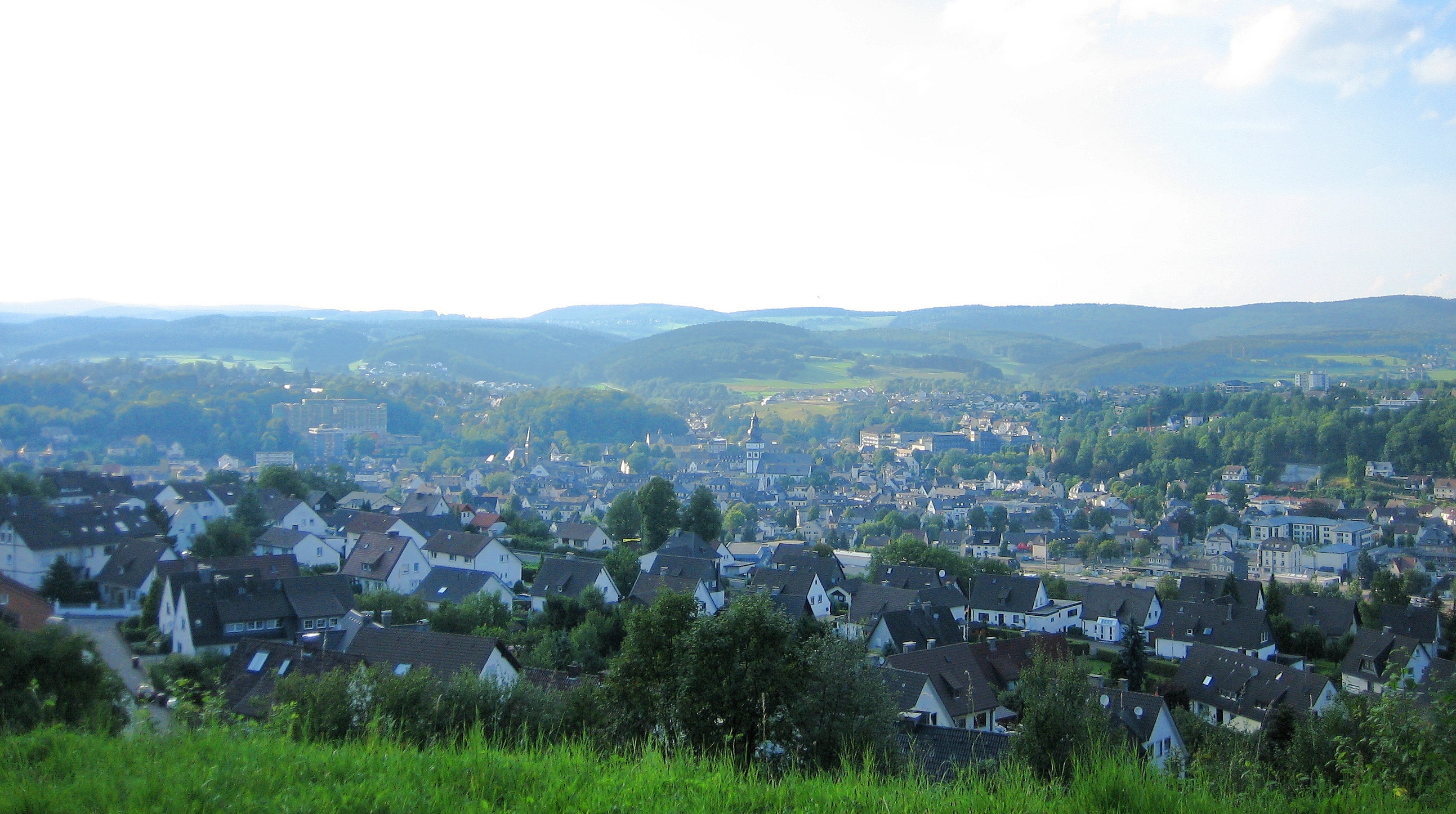
Innenstadt aus Südosten

Die Hansestadt Attendorn ([ˈatn̩ˌdɔʁn] mundartlich meist [ˈatn̩ˌdɔːʳn] Ausspracheⓘ) ist eine mittlere kreisangehörige Stadt in Nordrhein-Westfalen im Kreis Olpe im südlichen Sauerland mit rund 25.000 Einwohnern. Überregional bekannt ist sie durch die Tropfsteinhöhle Atta-Höhle und den Biggesee. Seit dem 19. März 2012 darf Attendorn offiziell den Zusatz Hansestadt führen.
Die Stadt ist ein Mittelzentrum. Die nächstgelegenen Oberzentren sind Siegen (45 km), Hagen (60 km), Dortmund (75 km) und Köln (85 km). Die Wirtschaft der Stadt ist industriell geprägt, vor allem das metallverarbeitende Gewerbe ist historisch gewachsen und bietet auch heute noch die meisten Arbeitsplätze.

## Geografie

### Geografische Lage
Die Hansestadt Attendorn liegt im Nordwesten des Kreises Olpe im südlichen Sauerland auf 7°54’ östlicher Länge und 51°07’ nördlicher Breite.
Das Stadtgebiet befindet sich im Naturpark Sauerland-Rothaargebirge, nördlich von Biggesee und Dünnekenberg. Der Stausee wird vom Lenne-Zufluss Bigge durchflossen, die unterhalb des Biggestaudamms die Stadt durchfließt.
Der höchste Punkt des Stadtgebiets ist die Rüenhardt (636 m ü. NN). Am Ahauser Stausee nordöstlich der Kernstadt sind es nur 248 m ü. NN. Das Stadtgebiet umfasst 97,86 km², wovon etwa die Hälfte von Wald bedeckt ist.

### Geologie
Attendorn befindet sich im Nordosten des Rheinischen Schiefergebirges, am westlichen Rand der Attendorn-Elsper Doppelmulde, einem Kalkriff, das im Devon (vor ca. 400 Mio. Jahren) entstand und sich infolge tektonischer Verschiebungen erhob. Das eine Tal, beginnend in Attendorn, führt bis nach Fretter, das andere von Niederhelden bis Elspe. Im Massenkalk des Oberen Mitteldevon konnten sich zahlreiche Höhlen bilden, von denen die Atta-Höhle als einzige öffentlich zugänglich ist.

### Ausdehnung und Nutzung des Stadtgebiets
Das Stadtgebiet, dessen größte Nord-Süd-Ausdehnung 10,89 km und Ost-West-Ausdehnung 14,57 km beträgt, umfasst 97,86 km² Gesamtfläche. Diese Fläche umfasst unter anderem 51,13 km² Waldfläche, 5,74 km² Wasserfläche und 29,48 km² landwirtschaftliche Fläche. 5,97 km² werden als Gebäude- und Freifläche und 4,55 km² als Verkehrsfläche genutzt.
Die folgende Tabelle zeigt die detaillierte Flächennutzung:
| Fläche nach Nutzungsart | Landwirt- schafts- fläche | Gebäude- und Freifläche | Wald- fläche | Verkehrs- fläche | Wasser- fläche | Erholungs- fläche | Betriebs- fläche | sonstige Nutzung |
| ----------------------- | ------------------------- | ----------------------- | ------------ | ---------------- | -------------- | ----------------- | ---------------- | ---------------- |
| Fläche in km²           | 29,48                     | 5,97                    | 51,13        | 4,55             | 5,74           | 0,32              | 0,16             | 0,51             |
| Anteil an Gesamtfläche  | 30,1 %                    | 6,1 %                   | 52,2 %       | 4,6 %            | 5,9 %          | 0,3 %             | 0,2 %            | 0,5 %            |

ohne Berücksichtigung von Rundungsfehlern

### Nachbargemeinden
Attendorn grenzt an das Gebiet von Städten und Gemeinden des Kreises Olpe und des Märkischen Kreises. Im Norden beginnend und im Uhrzeigersinn sind dies Plettenberg (N), Finnentrop (NO), Lennestadt (O), die Kreisstadt Olpe (S), Drolshagen (SW), Meinerzhagen (W) sowie Herscheid (NW).

### Stadtgliederung
Attendorn besteht neben der Kernstadt mit 13516 Einwohnern aus 55 weiteren Dörfern und Wohnplätzen. Durch die Erschließung der Baugebiete „Wippeskuhlen“ und „Auf dem Schilde“ sowie der Industriegebiete „Ennest“, „Askay“ und „Donnerwenge“ sind in den vergangenen Jahren die Stadtteile Biekhofen, Ennest und Holzweg mit dem Zentrum baulich zusammengewachsen. Auch die Orte Neu-Listernohl, Petersburg, Kraghammer, Ewig, Biggen und Schnellenberg liegen in unmittelbarer Nähe des Zentralortes Attendorn, so dass sich eine Gesamtzahl von über 18.000 Einwohnern in diesem zentralen Siedlungsraum ergibt.
| - Albringhausen (88 Einwohner) - Attendorn (13.516 Einwohner) - Berlinghausen (21 Einwohner) - Beukenbeul (273 Einwohner) - Biekhofen (813 Einwohner) - Biggen (33 Einwohner) - Borghausen (28 Einwohner) - Bremge bei Ennest (6 Einwohner) - Bremge/Biggesee (42 Einwohner) - Bürberg (41 Einwohner) - Dahlhausen (5 Einwohner) - Dünschede (693 Einwohner) - Ebbe, Forsthaus (3 Einwohner) - Ebbelinghagen (31 Einwohner) | - Eichen (29 Einwohner) - Ennest (2.210 Einwohner) - Erlen (33 Einwohner) - Ewig (76 Einwohner) - Fernholte (1 Einwohner) - Hebberg (29 Einwohner) - Helden (1.175 Einwohner) - Hofkühl (11 Einwohner) - Hohen Hagen (1 Einwohner) - Holzweg (357 Einwohner) - Jäckelchen (9 Einwohner) - Keseberg (25 Einwohner) - Keuperkusen (9 Einwohner) - Kraghammer (43 Einwohner) | - Lichtringhausen (521 Einwohner) - Listerscheid (145 Einwohner) - Mecklinghausen (208 Einwohner) - Merklinghausen (22 Einwohner) - Milstenau (58 Einwohner) - Neuenhof (382 Einwohner) - Neu-Listernohl (1.076 Einwohner) - Niederhelden (317 Einwohner) - Nuttmecke (20 Einwohner) - Papiermühle (111 Einwohner) - Petersburg (504 Einwohner) - Rauterkusen (26 Einwohner) - Rautersbeul (5 Einwohner) - Repe (122 Einwohner) | - Rieflinghausen (53 Einwohner) - Röllecken (439 Einwohner) - Roscheid (21 Einwohner) - Schnellenberg (1 Einwohner) - Sankt Claas (162 Einwohner) - Silbecke (95 Einwohner) - Uelhof (18 Einwohner) - Voßsiepen (5 Einwohner) - Wamge (204 Einwohner) - Weltringhausen (19 Einwohner) - Weschede (69 Einwohner) - Weuste (8 Einwohner) - Windhausen (647 Einwohner) - Wörmge (25 Einwohner) |

Die beim Bau der Biggetalsperre (1956–1965) untergegangenen Attendorner Ortsteile waren: Ackerschott, Bruchwalze, Dumicketal, Imminghausen, Klinke, Langenohl, Listernohl und Maiwormshammer.

### Klima
Charakteristisch für Attendorn ist der große Höhenunterschied von fast 400 Metern, der im Stadtgebiet vorherrscht. Das Zentrum der Stadt Attendorn liegt in einem Talkessel des Biggetals, hat sich aber mittlerweile auch auf die Hügel um die Stadt herum ausgedehnt. Diese Lage wirkt sich auf das Klima aus und führt zu lokal unterschiedlichen Temperaturen.
Bei Höhenlagen um 300 m, wo auch das Stadtzentrum zu finden ist, liegt die Jahresdurchschnittstemperatur bei etwa 8 Grad Celsius, bei solchen um 450 m bei 7 °C und bei solchen um 600 m bei 6 °C. Insbesondere im Winter sinkt die mittlere Temperatur bei zunehmender Höhe jedoch deutlich. Während es bei 300 m noch 0,5 °C sind, sinkt die Temperatur auf 450 m auf 0 °C und bei 600 m auf −1,5 °C. Die Auswertung der gesamten Wetteraufzeichnungen ergibt eine Spannbreite der Spitzenwerte zwischen −27 und +34 °C.
Der Grund für die niedrigen Temperaturen ist in der geringen Sonnenscheindauer in diesem Gebiet zu finden. Der Kreis Olpe weist die niedrigsten Werte in Nordrhein-Westfalen auf. In Attendorn beträgt das Jahresmittel der Globalstrahlungssumme bis zu 930 kWh/m²a (Kilowattstunden pro Quadratmeter und Jahr), während es im Westen des Landes über 1.010 kWh/m²a liegt.
Die jährliche Niederschlagsmenge beträgt etwa 1.100 mm. Die Niederschläge sind sehr gleichmäßig über das Jahr verteilt, wobei der Winter mit ca. 300 mm die niederschlagsreichste Jahreszeit ist.
Klimatisch bedeutsame Teilräume sind die Talmulden als Kaltluftsammel- und Abflussbereiche. Hier sind insbesondere das Biggetal, das Ihnetal und das Repetal von Bedeutung.

## Geschichte

### Historisches

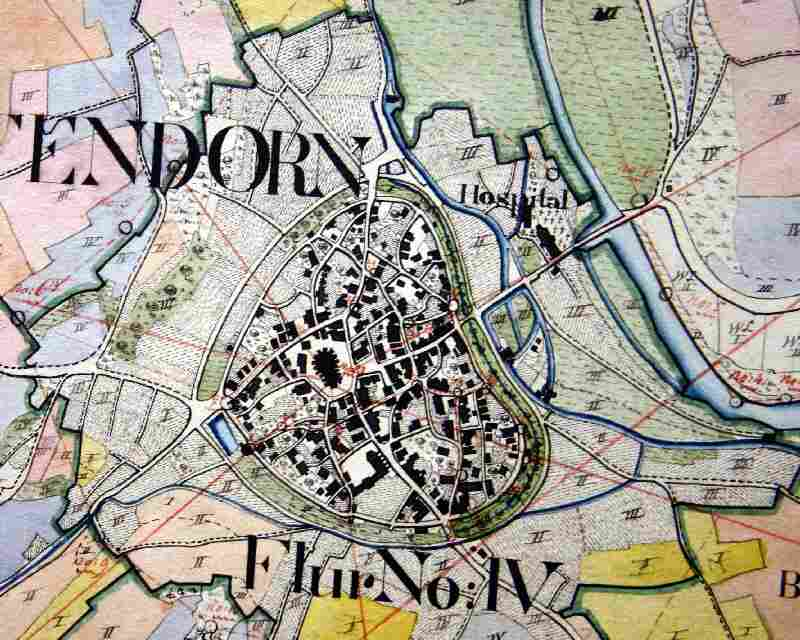
Stadt Attendorn 1832 mit uml. Stadtmauer und Graben

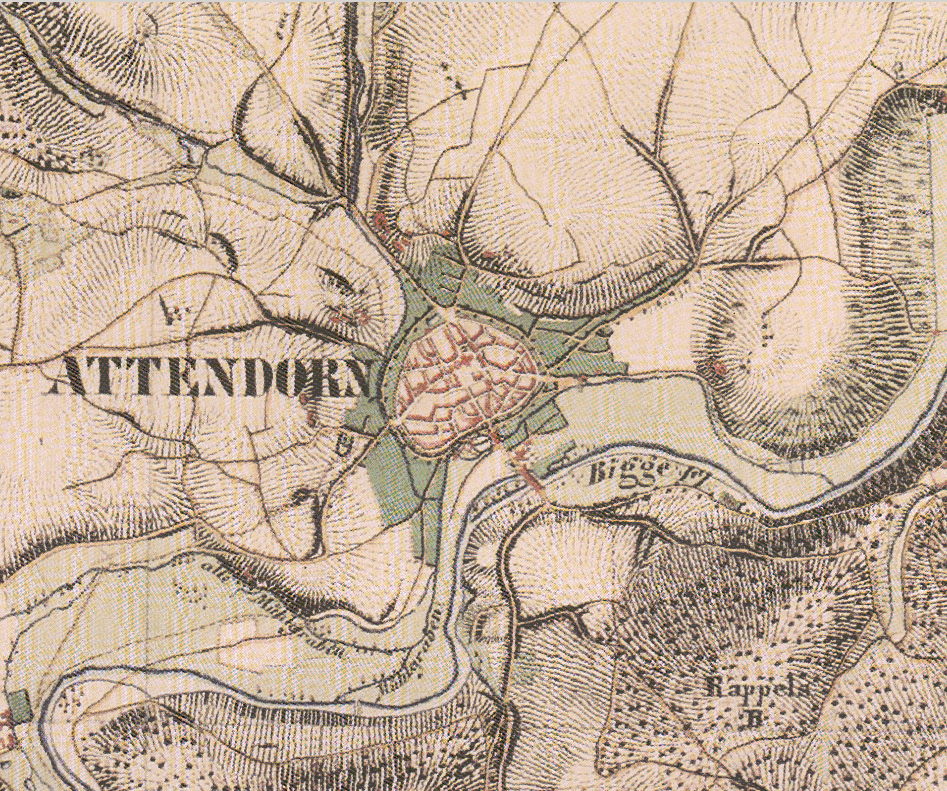
Übersichtskarte Stadt Attendorn 1840, preußische Uraufnahme

Die Lage der Stadt wird durch das in der Attendorn-Elsper Doppelmulde gute Klima, den ertragreichen Boden und die günstigen Verkehrsmöglichkeiten begünstigt und zog schon in vorgeschichtlicher Zeit Menschen an. Eine stärkere Besiedlung ist aber erst seit dem Mittelalter nachzuweisen.
Die Stadt liegt an dem Schnittpunkt zweier Fernverkehrsstraßen, der Heidenstraße und der so genannten „Königsstraße“. In der Zeit Karls des Großen entstand dort eine Urpfarrei. Unter dem Boden der St.-Johannes-Kirche sind die Fundamente einer Missionskirche vorhanden. 1072 stiftete der Erzbischof Anno von Köln das Kloster Grafschaft und stattete es u. a. mit Rechten an einem Hof in Attendorn aus. Die Stiftungsurkunde des Klosters Grafschaft stellt die erste urkundliche Erwähnung von Attendorn dar.
Im Jahre 1222 wurden unter dem Kölner Erzbischof Engelbert II. von Berg der Stadt durch Verleihung des Soester Rechts die Stadtrechte zugesprochen. Die um 1200 errichtete Burg Schnellenberg und der Erwerb der Waldenburg im Jahre 1248 dienten der Sicherung der Interessen des Erzbistums Köln in der Region.
Attendorn verdankt seine Bedeutung neben den neun Zünften hauptsächlich den Woll- und Leinewebern. Weiterhin brachte die politische und kirchliche Stellung der Stadt als Grenzfeste des zum Erzbistum Köln gehörenden Herzogtums Westfalen gegen die Grafschaft Mark und als Sitz einer Dekanate im alten Erzbistum Köln Reichtum und Wohlstand in die Stadt. Als einzige Stadt des Sauerlandes trat Attendorn 1255 dem Rheinischen Städtebund bei. Attendorn war nur mittelbares Mitglied der deutschen Hanse und wurde deshalb auf den großen Hansetagen durch die Stadt Soest vertreten.
Um 1200 war Attendorn bereits erzbischöfliche Münzstätte. Mittelalterliche Münzen aus Attendorn lassen sich von Brüssel bis Lubnice in Polen und zur Insel Gotland nachweisen. Münzzeichen der Stadt Attendorn war ein Halbmond.
Vom Anfang des 14. Jahrhunderts bis in die heutige Zeit bestand ein Hospital mit Kirche und Friedhof vor den Mauern der Stadt. 1420 stiftete Heinrich Weke das Kloster Ewig. 1429 schloss er ein Armenhospital an. Zeitweilig war die Stadt so wohlhabend, dass sie selbst dem Kölner Erzbischof Kredite gewähren konnte. Darüber hinaus erhielt er Unterstützung während seiner Auseinandersetzung mit der Stadt Soest. 1444–1445 half die Stadt in der sogenannten Soester Fehde bei der Eroberung der Burg und des Landes Bilstein.
1464, 1597, 1598 und 1613 kam viermal die Pest über die Stadt. 1613, 1623, 1656, 1710, 1732, 1742 und 1783 wüteten Großfeuer in der Stadt. 1656 wurde dabei die halbe Stadt vernichtet. Auch litt die Stadt unter Kriegen, Schatzungen und Einquartierungen. Beispielsweise im Limburger Erbfolge-Krieg 1280, in der Soester Fehde 1444–1449, bei den Truchsessischen Wirren 1583–1584 und im Dreißigjährigen Krieg 1618–1648. Zur Zeit Napoleons erreichte Attendorn seinen tiefsten wirtschaftlichen Stand. Erst in der Mitte des 19. Jahrhunderts hatte die Stadt sich davon wieder erholt.

In der Zeit des Nationalsozialismus wurden die jüdischen Bewohner der Stadt entweder vertrieben oder ermordet. Zu ihrem Gedenken wurden in den Jahren 2006 und 2008 insgesamt 14 Stolpersteine durch den Künstler Gunter Demnig verlegt. 
 Im Zweiten Weltkrieg wurde Attendorn am 28. März durch Bomben und am 15. Juni 1945 durch eine große Munitionsexplosion stark zerstört.

### Aktuelles
Attendorn ist seit dem 1. Januar 2010 Mittlere kreisangehörige Stadt. Das hat das Landeskabinett am 11. November 2008 beschlossen. Mit der neuen Bezeichnung kann sie für ihr Gebiet u. a. neue Aufgaben als Bauaufsichtsbehörde, die Trägerschaft für eine hauptamtlich besetzte Feuerwache oder die Pflicht zur Unterhaltung von Einrichtungen der Weiterbildung übernehmen. Vor allem aber kann die Stadt selbst Trägerin der Jugendpflege werden. Hierfür war bis dahin der Kreis Olpe zuständig. Aus finanziellen Gründen soll dieser Schritt allerdings zunächst nicht umgesetzt werden.
In den Jahren 2015 bis 2023 wurden weite Teile der Attendorner Innenstadt umgebaut. Dabei wurde nach einem integrierten Innenstadtentwicklungskonzept vorgegangen, das die vier Handlungsfelder „Verkehr und (Nah-)Mobilität“, „Wirtschaftsstandort Innenstadt“, „Städtebau, Stadtbild und Freiraumqualität“ sowie „Wohnen und Leben“ beinhaltet. Im Zuge dieses Konzept werden unter anderem die Verkehrsführung und das Parkkonzept optimiert. Die Gestaltung von Verkehrsflächen und Aufenthaltsbereichen sorgen für eine Aufwertung des Stadtbildes. Die Investitionen in die Infrastruktur wie beispielsweise in ein neues Kino, der Umbau der Alten Post zur großflächigen Gastronomieeinrichtung und die Umgestaltung des Bahnhofs zum Kulturzentrum sollen neben der Bereitstellung von vergrößerten Flächen für die Einzelhandelsnutzung zur Attraktivierung und Belebung der Innenstadt sorgen.
Zur Bedarfsdeckung der ansässigen Gewerbebetriebe befindet sich aktuell der Neubau des Industriegebiets „Fernholte“ in der Umsetzung. Auf 27,31 Hektar sollen Flächen für die gewerbliche Nutzung angeboten werden. Die Realisierung gestaltet sich jedoch sehr aufwändig. Nach dem langjährigen Widerstand des ursprünglichen Flächeneigentümers und den Klagen einer Bürgerinitiative aufgrund von Naturschutzbelangen wird die Herrichtung der Flächen die Bewegung von 696.000 Kubikmetern Bodenmassen erfordern. Das Projekt kostet etwa 12 Millionen Euro.

### Eingemeindungen
Am 1. Juli 1969 wurden durch das Gesetz zur Neugliederung des Landkreises Olpe die Gemeinden Attendorn-Land (ohne Heggen) und Helden (ohne Altfinnentrop, Neuenwald, Oberveischede, Petmecke und Tecklinghausen) eingegliedert.

### Einwohnerentwicklung

Einwohnerentwicklung von Attendorn von 1939 bis 2018 nach nebenstehender Tabelle

(jeweils zum 31. Dezember)
| Jahr | Einwohner |
| ---- | --------- |
| 1939 | 12.100    |
| 1950 | 15.600    |
| 1961 | 19.130    |
| 1962 | 19.560    |
| 1965 | 21.083    |
| 1970 | 21.735    |
| 1975 | 22.080    |
| 1977 | 21.806    |
| 1987 | 21.668    |

| Jahr | Einwohner |
| ---- | --------- |
| 1990 | 22.736    |
| 1992 | 23.298    |
| 1997 | 23.863    |
| 1998 | 24.126    |
| 1999 | 24.267    |
| 2000 | 24.460    |
| 2001 | 24.688    |
| 2002 | 24.791    |
| 2003 | 24.776    |

| Jahr | Einwohner |
| ---- | --------- |
| 2004 | 24.836    |
| 2005 | 24.814    |
| 2006 | 24.744    |
| 2007 | 24.818    |
| 2008 | 24.839    |
| 2009 | 24.780    |
| 2010 | 24.693    |
| 2011 | 24.637    |
| 2012 | 24.399    |

| Jahr | Einwohner |
| ---- | --------- |
| 2013 | 24.336    |
| 2014 | 24.277    |
| 2015 | 24.676    |
| 2016 | 24.279    |
| 2017 | 24.335    |
| 2018 | 24.367    |
| 2022 | 24.448    |

### Religionen
In der Region um Attendorn spielt Religion immer noch eine wichtige Rolle auch im gesellschaftlichen Leben. Das beste Beispiel sind die Osterbräuche, die jedes Jahr den Glauben in den Mittelpunkt der Aufmerksamkeit rücken (siehe Abschnitt Osterbrauchtum).

#### Katholisch
Die große Mehrheit der Attendorner ist katholischen Glaubens. Attendorn gehört zum Erzbistum Paderborn und wird auf mittlerer Ebene vom Dekanat Südsauerland verwaltet. Dieses wurde am 1. Juli 2006 aus den bisherigen selbstständigen Dekanaten Attendorn, Elspe und Olpe gebildet und ist flächengleich mit dem Kreis Olpe. Auf unterster Ebene gibt es einen Pastoralverbund, der deckungsgleich mit dem Stadtgebiet ist. In diesem sind neun Gemeinden zusammengeschlossen.
Nach dem Wegzug der Franziskaner und dem Abriss der Franziskanerkirche Ende des 20. Jahrhunderts gibt es in Attendorn nur noch eine Ordensgemeinschaft. Dies sind die Ursulinen.

#### Evangelisch
In Attendorn gibt es eine evangelisch-lutherische Gemeinde. Diese erstreckt sich über das gesamte Stadtgebiet und ist deshalb in zwei Bezirke eingeteilt. Es bestehen zwei Gotteshäuser, die Erlöserkirche im Zentrum Attendorns aus dem Jahr 1914 und die Friedenskirche im Stadtteil Petersburg aus dem Jahr 1972. Die Gemeinde unterhält unter anderem eine eigene Bücherei, und es existiert eine Unterabteilung des CVJM. Im Jahr 1998 wurde die Attendorner Tafel ins Leben gerufen, die einmal pro Monat kostenlos Lebensmittel an Bedürftige abgibt.

#### Islam
In Attendorn existiert seit 1986 eine islamische Gemeinde der DITIB, die als Moscheeverein die 2017 eröffnete Yeni-Moschee im Zentrum der Stadt besitzt. Die Moschee besitzt eine Grundfläche von 1453 m² auf vier Etagen. Im Verein sind ca. 200 Muslime organisiert. Darüber hinaus ist der kurdische Kulturverein Attendorn, eine kurdisch islamische Gemeinde, im ehemaligen Haus Vogt im Ortsteil Ennest untergebracht. Dort existiert für die Mitglieder neben den Räumen für Kulturangebote auch ein eigener Gebetsraum. Die Gemeinde finanziert nach eigenen Aussagen solidarisch ihren Hodscha.

#### Weitere Glaubensgemeinschaften
Außer den genannten gibt es in Attendorn auch andere Glaubensrichtungen. Nennenswert sind die neuapostolische Gemeinde, die über ein eigenes Gotteshaus verfügt und die Christliche Gemeinde Attendorn (Brüdergemeinde).

## Politik

### Stadtrat
Im Stadtrat vertreten 38 Ratsmitglieder die Interessen der rund 25.000 Einwohner Attendorns. Die Zusammensetzung des Stadtrates stellt sich nach dem Wahlergebnis der letzten Kommunalwahl am 13. September 2020 wie folgt dar:
|      | SPD | CDU | GRÜNE | UWG | FDP | Gesamt   |
| 1999 | 16  | 19  | 1     | 2   | —   | 38 Sitze |
| 2004 | 17  | 17  | 1     | 2   | 1   | 38 Sitze |
| 2009 | 14  | 16  | 2     | 3   | 3   | 38 Sitze |
| 2014 | 18  | 15  | 1     | 3   | 1   | 38 Sitze |
| 2020 | 16  | 15  | 3     | 2   | 2   | 38 Sitze |

### Bürgermeister
Bei der Kommunalwahl 2014 wurde der SPD-Kandidat Christian Pospischil zum Bürgermeister gewählt. 2020 wurde er mit 77,5 Prozent der Stimmen im Amt bestätigt.
Geschichte der Bürgermeister Attendorns
Da die Stadt 1783 abgebrannt ist, sind aus früherer Zeit nur wenige Personen als Bürgermeister nachweisbar.
| - Bürgermeister vor 1783: - vor 1584: Jürgen Bosel - 1584: Cornelius Zeppenfeld (+ 13. Mai 1609) - 1593: Jacob Zeppenfeld |

– Bürgermeister 1783–1804
| - 1783–1804: Franz Anton Plange - 1783: Johann Eberhard Hoberg - 1783–1784: Johann Emmerich Gottfried Joanvahrs | - 1786–1794: Johann Pieper - 1790–1796: Johann Arnold Gertmann - 1791–1793: Theodor Greve | - 1800–1802: Ferdinand Dingerkus - 1802–1804: Johann Greve - 1804: [Stephan?] Dingerkus |

– Stadtschultheiße (1812–1826)
- 1812–1818: Johann Anton Goebel
- 1818–1826: Adolf Salomon

– Bürgermeister ab 1826
| - 1826–1829: Adolf Salomon - 1829–1832: Kaspar Belke - 1832–1835: Eberhard Belke - 1835–1862: Arnold Becker - 1862–1864: Franz Lex - 1864–1865: Ferdinand Wurzer - 1865–1866: Eberhard Wilmes (Beigeordneter während der Vakanz) - 1866–1908: Richard Heim - 1908–1911: Heinrich Tück - 1911–1919: Theodor Laymann | - 1920–1932: Wilhelm Hennemann - 1932–1933: Hans Becker (kommissarisch) - 1933–1934: Peter Struif (NSDAP) - 1934–1945: Josef Schütte (NSDAP) - 1945: Wolfram Ebers (CDU) - 1945–1946: Johannes Weber (CDU) - 1946: Josef Mayworm (SPD) - 1946–1948: Robert Schmidt (CDU) - 1948–1949: Erich Berghoff (CDU) - 1949–1950: August Bruse (SPD) | - 1951–1952: Robert Schmidt (CDU) - 1952–1969: Alois Albus (CDU) - 1969–1978: Karl Hammer (CDU) - 1978–1994: Josef Rüenauver (CDU) - 1994–2009: Alfons Stumpf (SPD) - 2009–2014: Wolfgang Hilleke - seit 2014: Christian Pospischil (SPD) |

### Wappen und Siegel
Das Wappen der Stadt zeigt in Silber ein schwarzes Balkenkreuz (Wappen des Erzbistums Köln), begleitet von einem nach rechts gewendeten roten Halbmond in der rechten oberen Ecke. Das älteste erhaltene Stadtsiegel aus dem Jahr 1243 zeigt den heiligen Petrus, Patron des Erzbistums Köln, mit seinem Schlüssel und einem Halbmond neben seinem Kopf, in späteren Siegeln thronend auf dem kurkölnischen Schild. 1910 wurde das Wappen in seiner heutigen Form amtlich genehmigt, und nach der kommunalen Neuordnung wurde 1970 für Fortführung genehmigt. Der Halbmond wird als Symbol für Johannes den Täufer gedeutet, der als Schutzheiliger der Pfarrgemeinde auch in frühen Sekretsiegeln zu finden war.

### Städtepartnerschaften
Attendorn unterhält seit dem Jahr 2019 seine erste Städtepartnerschaft mit Rawicz in Polen.

## Kultur und Sehenswürdigkeiten

### Natur- und Landschaftsschutz

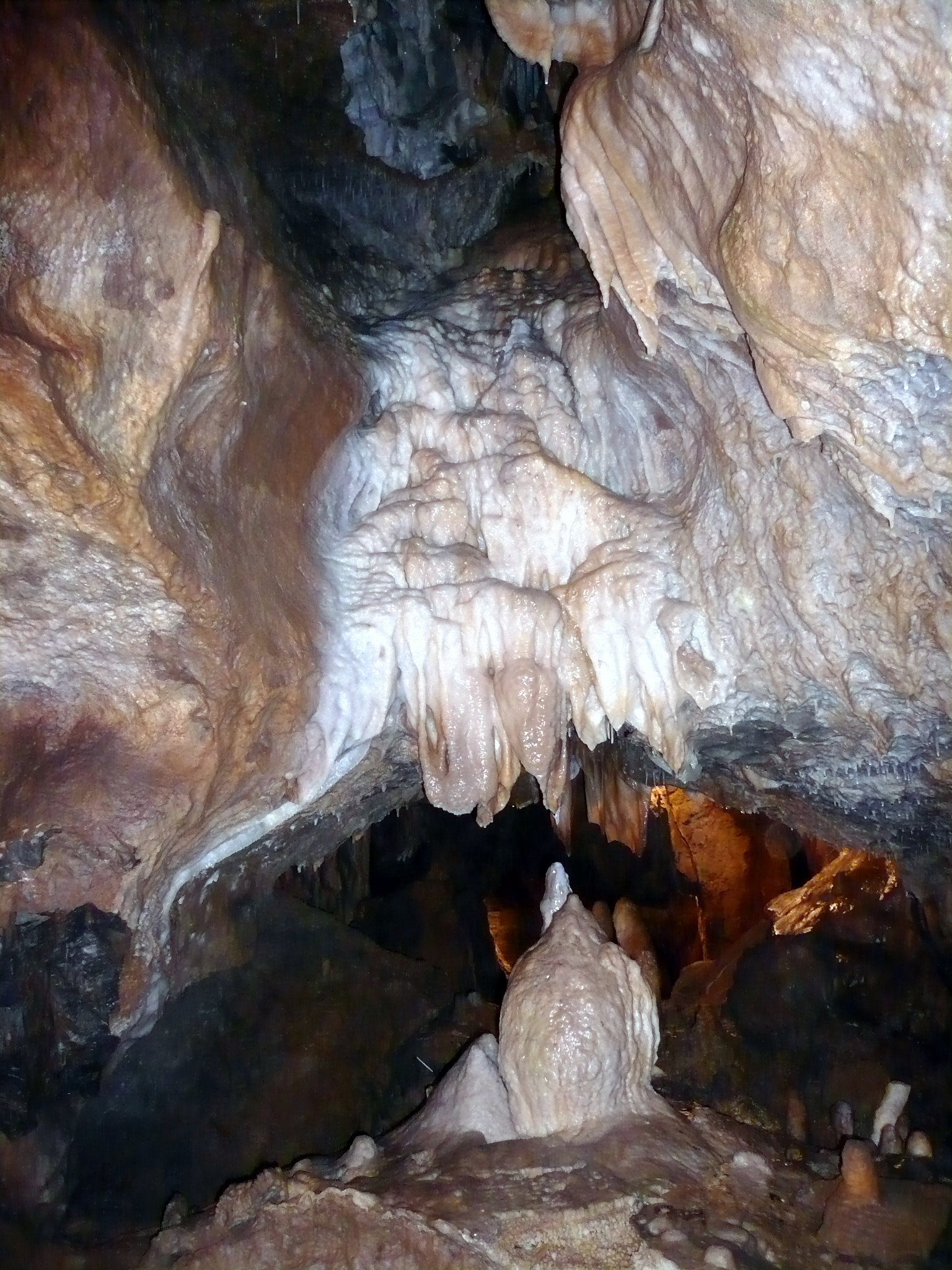
Innerhalb der Atta-Höhle

In Attendorn wurden in Teilflächen die Kalkbuchenwälder, Kalkhalbtrockenrasen und -Felsen südl. Finnentrop als Europäisches Schutzgebiet (FFH-Gebiet) ausgewiesen. Weitere Teilflächen dieses 220 ha großen FFH-Gebietes liegen in den Gebieten von Finnentrop und Lennestadt. Im Stadtgebiet gibt es 13 ausgewiesene Naturschutzgebiete (NSG). Dabei handelt es sich um die Naturschutzgebiete Quelle am Rüenhardt (0,68 ha), Steinbruch Biggen (11,50 ha), Auwald Biggen (4,08 ha), Repe (2,94 ha), Hausschlade (22 ha), Breiter Hagen (20,28 ha), Dünscheder Heide (1,35 ha), In der Stesse (17,10 ha), Berndebachtal (36,07 ha), Wunderwäldchen (0,73 ha), Wesebachtal (1,38 ha), Atta-Höhle (13,27 ha), Eckenbach-Quellbäche (20,60 ha) und Gilberginsel (96,65 ha, einziges NSG außerhalb des Landschaftsplanbereichs). Das imposanteste und meistbesuchte NSG in Attendorn ist das NSG Atta-Höhle.
Es gibt in Attendorn neun Naturdenkmale. Dabei handelt es sich um die vier Felsen Fels-Steilhang Bigger Kopf (0,67 ha), Fels-Aufragung Bigger Kopf (0,44 ha), Drackerstein-Felsen (0,69 ha) und Ah-Schulter-Felsen (1,03 ha), vier Einzelbäume (zwei Linden, eine Buche und eine Eiche) und eine zweier Baumgruppe (Eichen). Im Gemeindegebiet befinden sich auch 28 geschützte Landschaftsbestandteile (LB) von 0,11 ha bis 9,67 ha Größe.
Das Stadtgebiet von Attendorn gehört zum 1964 ausgewiesenen Naturpark Ebbegebirge. Ein Großteil des Naturparks war seit der Gründung auch als Landschaftsschutzgebiet ausgewiesen. Seit dem 30. November 2006 gibt es für das östliche Stadtgebiet den Landschaftsplan Attendorn-Heggen-Helden, welcher auch das westliche Gemeindegebiet von Finnentrop umfasst. In diesem Landschaftsplan sind Flächen außerhalb der bebauten Ortsteile und des Geltungsbereichs eines Bebauungsplans als Landschaftsschutzgebiet ausgewiesen wurden, sofern kein höherer Schutzstatus wie beispielsweise NSG besteht. Im Landschaftsplangebiet gibt es zwei Landschaftsschutzgebiete. Dabei handelt es sich um das Landschaftsschutzgebiet Attendorn-Heggen-Helden Typ A und das Landschaftsschutzgebiet Attendorn-Heggen-Helden Typ B. Landschaftsschutzgebiet Typ A, steht für Allgemeiner Landschaftsschutz, während Typ B für Besonderer Landschaftsschutz: Schutz prägender Wiesentäler steht. Im Landschaftsschutzgebiet Typ A ist unter anderem das Errichten von Bauten verboten. Im Typ B, sind zusätzlich Erstaufforstungen, auch die Neuanlage von Weihnachtsbaumkulturen, verboten, ferner ein Umwandlungsverbot von Grünland und Grünlandbrachen. Das Landschaftsschutzgebiet Typ B besteht aus mehreren Teilflächen, während das Landschaftsschutzgebiet Typ A eine zusammen hängende Fläche bildet, in dem alle andere Schutzgebiete und die bebauten Bereiche innerhalb des Plangebietes liegen.
Im Stadtgebiet befinden sich auch zahlreiche gesetzlich geschützte Biotope, wie Quellen und Felsen. Die gesetzlich geschützte Biotope stehen wegen der Seltenheit überall unter Schutz und bestehen unabhängig von den oben genannten Schutzkategorien.
Neben dem Uhu kommen in Attendorn die Großvogelarten Graureiher, Schwarzstorch, Rotmilan und Kolkrabe vor.

### Museen

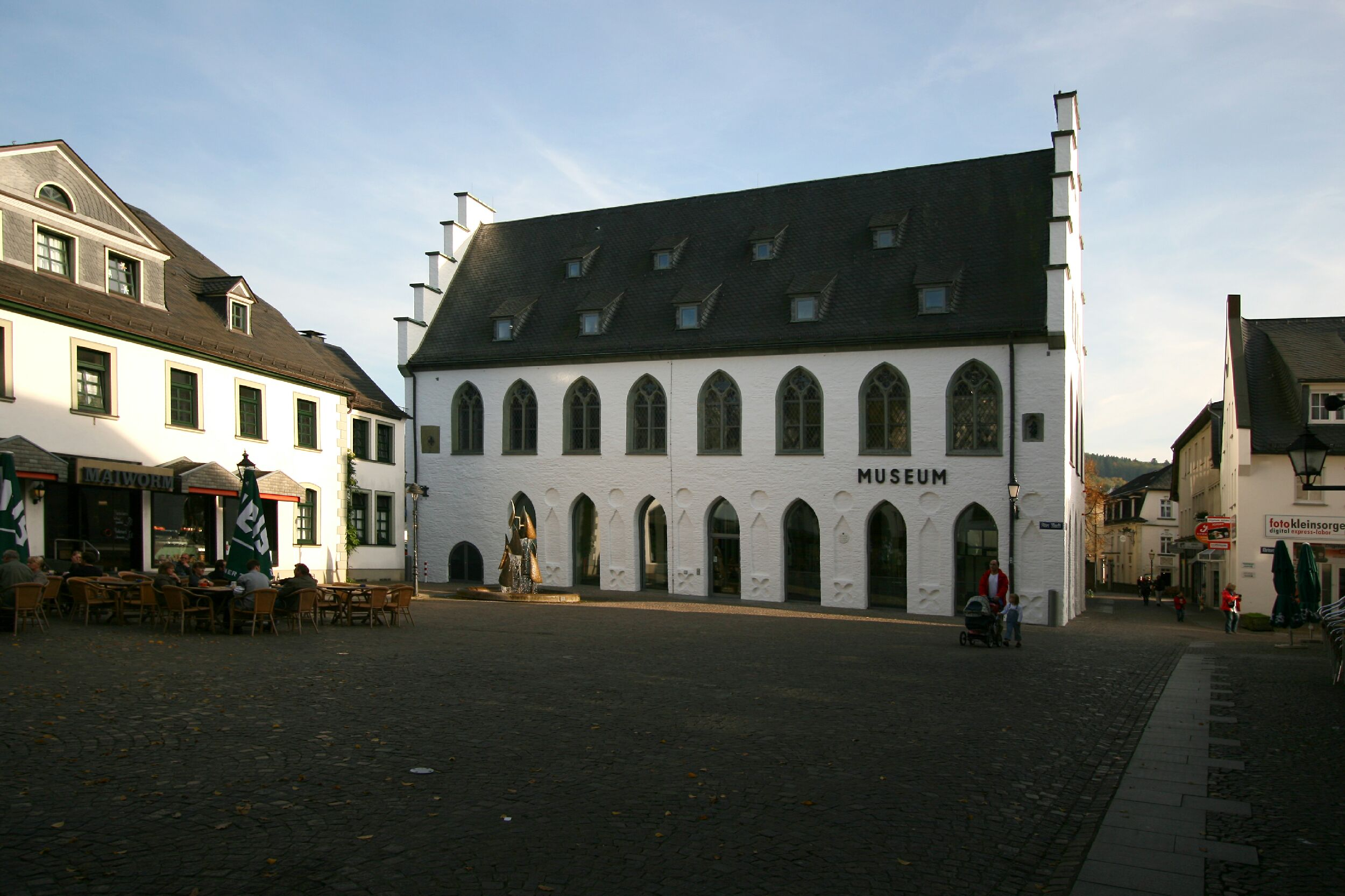
Alter Markt mit Südsauerlandmuseum

Das Südsauerlandmuseum befindet sich direkt am Marktplatz im Zentrum der Stadt. Es zeigt neben kulturgeschichtlichen Exponaten aus dem Kreis Olpe auch das Westfälische Zinnfigurenkabinett und gibt Informationen über die Stadtgeschichte. Nach einer mehrere Jahre andauernden Sanierung ist es im Juni 2008 mit einem überarbeiteten Ausstellungskonzept wieder eröffnet worden. Das Museum liegt in gemeinsamer Trägerschaft der Stadt Attendorn und des Kreises Olpe.
Auf dem Gelände der Freiwilligen Feuerwehr befindet sich seit 1986 das Attendorner Feuerwehr-Museum. Von April bis Oktober ist es an jedem ersten und dritten Wochenende im Monat geöffnet und zeigt historische Exponate wie Löschfahrzeuge, Uniformen und Gerätschaften. Gezeigt werden ein Motorrad, ein Auto, acht Lastkraftwagen und Omnibusse, zwölf Motoren sowie Sonderfahrzeuge.

### Kino
In Attendorn gibt es das Kino „JAC“ mit fünf Sälen und insgesamt 478 Plätzen. Dieses wurde am 17. Juni 2019 nach ca. einjähriger Bauzeit offiziell eröffnet. Besitzer der Immobilie ist die Stadt, die das Gebäude extra für diesen Zweck errichten ließ und es an die Betreiber verpachtet hat.
Zuvor gab es in Attendorn viele Jahrzehnte kein Kino mehr. Die beiden im 20. Jahrhundert betriebenen Lichtspielhäuser „Lux-Lichtspiele“ und „Apollo“ wurden bereits bis zu den 1980er Jahren geschlossen.

### Bibliotheken
In Attendorn existiert keine städtische Bibliothek, allerdings wird diese Funktion von der katholischen öffentlichen Bücherei übernommen, die bereits seit 1851 besteht. Diese wird von der Pfarrgemeinde St. Johannes Baptist betrieben und umfasst einen Bestand von ca. 14.000 Medien.
Außerdem betreibt die evangelische Gemeinde eine Kinder- und Jugendbücherei, die im Jahre 2002 aus der seit 1957 bestehenden Gemeindebücherei hervorging. Dort kann man mehr als 9.000 Medien ausleihen.

### Regelmäßige kulturelle Veranstaltungen

#### Schützenfest
Das traditionelle Schützenfest wird jedes Jahr am ersten Juli-Wochenende gefeiert. Zum Festauftakt am Freitag findet im Festzelt die so genannte „Bierprobe“ statt. Am Montag wird das Königsschießen begangen, bei dem es – anders als bei den meisten anderen Schützenfesten – zwei Schützenkönige gibt: einen Vogelkönig und zusätzlich einen Scheibenkönig.
Die Schützengesellschaft Attendorn 1222 e. V. führt ihre Ursprünge auf die Verleihung der Stadtrechte an die Stadt Attendorn im Jahre 1222 zurück. Den Schützen, Bürgern von Attendorn, oblag damals die Verteidigung der Stadt und die Unterhaltung der Wehranlage um die Stadt. Zu den Besonderheiten des Attendorner Schützenwesens gehören die Aufführung des Bügel- und Trillertanzes im Abstand von mehreren Jahren auch bei besonderen Ereignissen.

#### Karneval

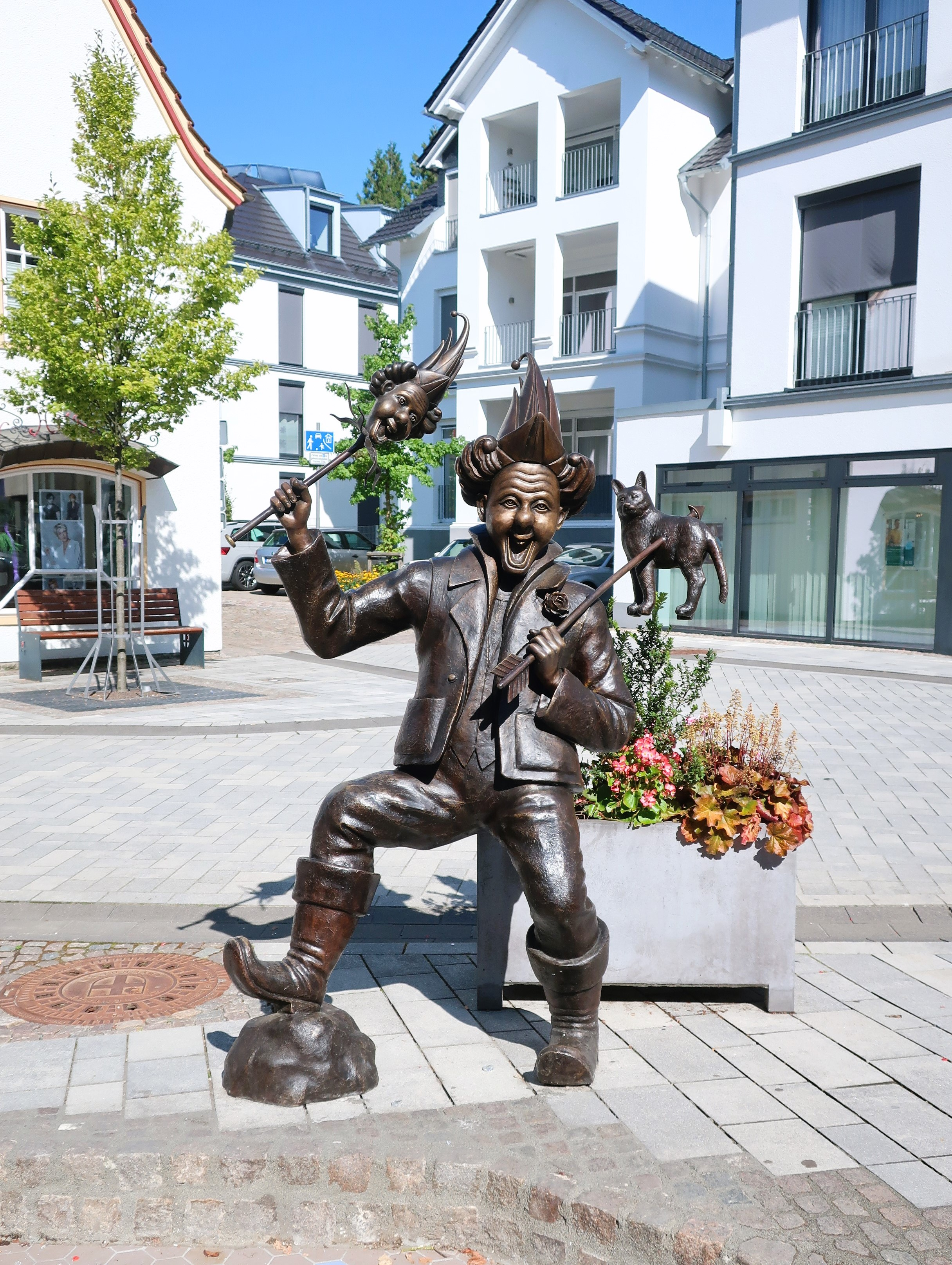
Narrenbrunnen, „Kattfiller“-Skulptur

Attendorn ist eine Karnevalshochburg in Südwestfalen. Es gibt mehrere Karnevalsvereine im Stadtgebiet, die teils eigene Karnevalssitzungen veranstalten. Höhepunkt des närrischen Treibens ist jedes Jahr der Veilchendienstags-Umzug, der sich um 11.11 Uhr an der Atta-Höhle in Gang setzt. Mit mehr als 2.000 aktiven Teilnehmern und bis zu 30.000 Besuchern gehört er zu den größten im Sauerland. Der gebräuchliche Narrenruf ist „Kattfiller“. Dieser hat seinen Ursprung in der Historie. Bei der Eroberung der in der Nähe gelegenen Burg Bilstein soll nach einer Sage von den belagernden Attendornern versehentlich eine Katze mit der Armbrust erschossen worden sein.

#### Gauklerfest
Im Sommer findet seit 1988 alljährlich das Attendorner Gauklerfest statt. Es ist ein Familienfest, das mit einem bunten Programm aus Comedy, Musik, Kunst und Spiel mehr als 20.000 Besucher anlockt. Dabei treten auf mehreren Bühnen bekannte Kleinkünstler auf. Auf der Musikbühne spielen jedes Jahr national populäre Bands, aber auch weniger bekannte Szenegrößen auf, außerdem spielen Bands aus der näheren Umgebung.

#### Attendorner Feuerwehrfest
Am letzten Wochenende im Juni findet traditionell das Attendorner Feuerwehrfest statt. Eine Woche vor dem Schützenfest der Schützengesellschaft Attendorn 1222 e. V. laden die Mitglieder des Löschzuges Attendorn die Bevölkerung zu einem Fest für die ganze Familie ein. Höhepunkt der Veranstaltung ist jedes Jahr ein großes Sommernachtsfeuerwerk, das am Samstagabend gegen 22:30 Uhr vom Dach der Feuerwache aus gezündet wird.

### Einzelveranstaltungen
Am 10. Mai 1975 wurde auf dem Gelände unterhalb des Biggestaudamms das „Spiel ohne Grenzen“ zwischen den Städten Attendorn und Pulheim durchgeführt. Der Wettkampf stand unter dem Motto „In der Steinzeit“ und wurde von der ARD live übertragen. Attendorn gewann und qualifizierte sich für die internationale Finalrunde in Riccione, Italien.
Am 27. Juni 2009 fand in Attendorn die Großveranstaltung „Ein Tag mit WDR 2“ statt. Attendorn konnte sich bei der Aktion „WDR2 für eine Stadt“, die der Sender über mehrere Wochen durchführte, gegen alle anderen Gemeinden und Städte aus NRW durchsetzen. Es fanden u. a. kostenfreie Open-Air-Konzerte, Live-Sendungen und Kabarett statt. Daran nahmen ca. 20.000 Besucher teil.

### Osterbrauchtum

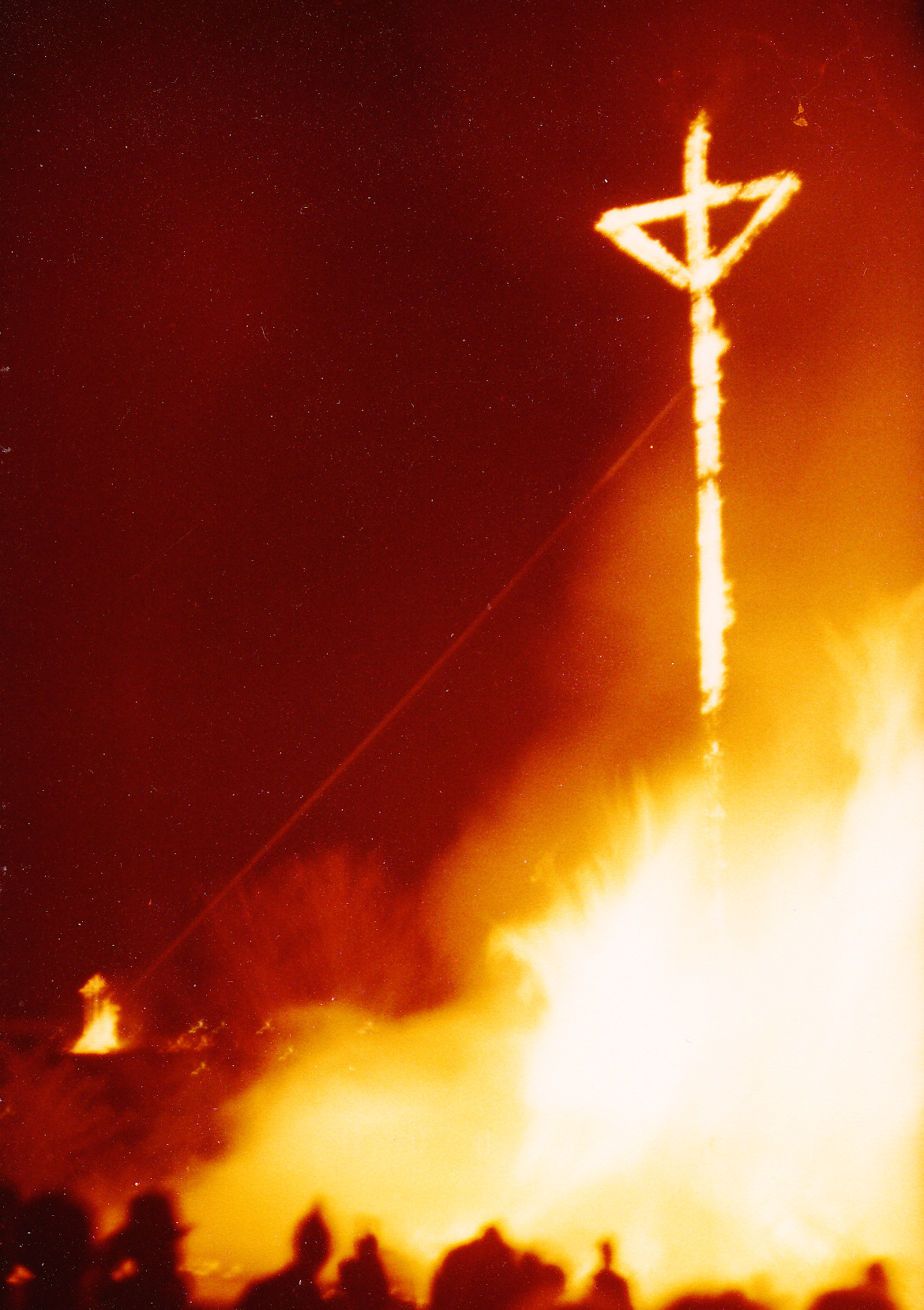
Osterfeuer

Die Attendorner pflegen zahlreiche Osterbräuche, unter anderem das Semmelsegnen am Karsamstag und das Schlagen, Aufstellen und Abbrennen der Osterkreuze am Karsamstag und Ostersonntag.
Semmelsegnen: Das Attendorner Osterbrot, Ostersemmel genannt, ist ein Mischbrot mit Kümmel, das in der Woche vor Ostern in den örtlichen Bäckereien gebacken wird. Besonders auffällig sind die Einkerbungen an den Enden der Brote, die ihnen das Aussehen von Fischflossen verleihen. Der Fisch ist ein altes christliches Symbol. Am Karsamstag versammeln sich die Attendorner um 14 Uhr vor der Pfarrkirche, um ihre Semmeln vom Pfarrer segnen zu lassen. Dieser Brauch ist bereits seit 1658 urkundlich belegt, geht aber wahrscheinlich weiter in die Vergangenheit zurück.
Osterfeuer: In den Wochen vor Ostern treffen sich die Männer des Osterfeuervereins (die sogenannten „Poskebrüder“) in den umliegenden Wäldern zum „Holzstellen“. Dort werden Reisigbündel vorbereitet, die sogenannten „Bürden“, die am Ostersonntag zum Abbrennen der Osterkreuze dienen. Der Osterfeuerverein teilt sich in vier „Porten“ ein, die sich von den ehemaligen Stadtvierteln herleiten, die durch je ein Stadttor zu erreichen waren. Das bedeutet, dass der Attendorner „mit der Porte geht“, in der er geboren ist, oder in der seine Familie wohnt. Es sind dies die Ennester Pote, die Kölner Poorte, die Niederste Poorte und die Wasserpoote. Nach dem Semmelsegnen am Karsamstag ziehen die Mitglieder der vier Porten in den Stadtwald und schlagen je eine große Fichte, die anschließend in die Stadt transportiert und auf dem Marktplatz vermessen werden. Auch da gibt es einen Wettbewerb: Man versucht, die längste Fichte mit dem größten Durchmesser zu bekommen. Danach geht es auf die „Osterköppe“. Das sind hoch gelegene Plätze am Stadtrand oder außerhalb der Stadt, auf denen am Ostersonntag die Osterkreuze aufgestellt werden. An diesem Tag trifft man sich auf den „Köppen“ und bereitet die Fichten zum Abbrennen am Abend vor. Die Fichten werden mit einem Querbalken versehen, mit Stroh umwickelt und aufgerichtet. Anschließend werden die vorbereiteten Bürden um den Fuß des Osterkreuzes geschichtet und ebenfalls mit Stroh bedeckt. Gegen 20:40 Uhr beginnen die Poskebrüder mit dem „Fackelschwenken“. Aus Fichtenholz geschnittene Fackeln werden an einem Fackelfeuer entzündet, das wiederum vorher am Feuer der Osterkerze entzündet worden ist. Man stellt sich um das Osterkreuz und schwenkt die Fackeln senkrecht vor oder neben dem Körper. Um 21 Uhr, wenn die Beleuchtung des Kreuzes auf dem Turm der Pfarrkirche eingeschaltet wird, werden die Fackeln auf die Bürden geworfen und das Kreuz geht in Flammen auf. Um 21:30 Uhr setzen sich an den vier ehemaligen Stadttoren, von vier erleuchteten Vortragekreuzen angeführt, die vier Säulen der Osterprozession in Richtung der Pfarrkirche St. Johannes Baptist in Bewegung. Dort wird, als Abschluss der Osterfeierlichkeiten, eine Andacht gehalten.

### Bauwerke

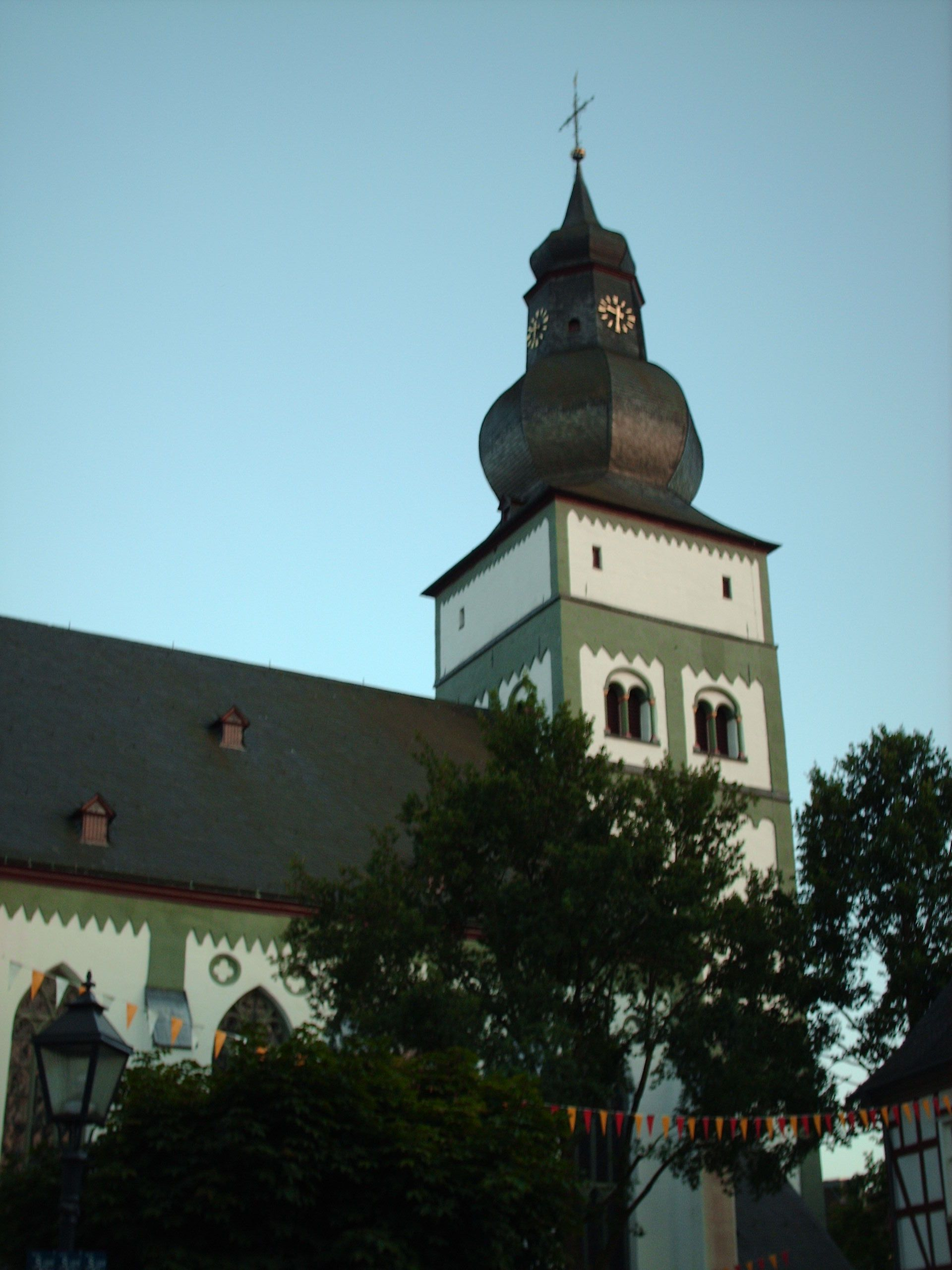
St. Johannes Baptist

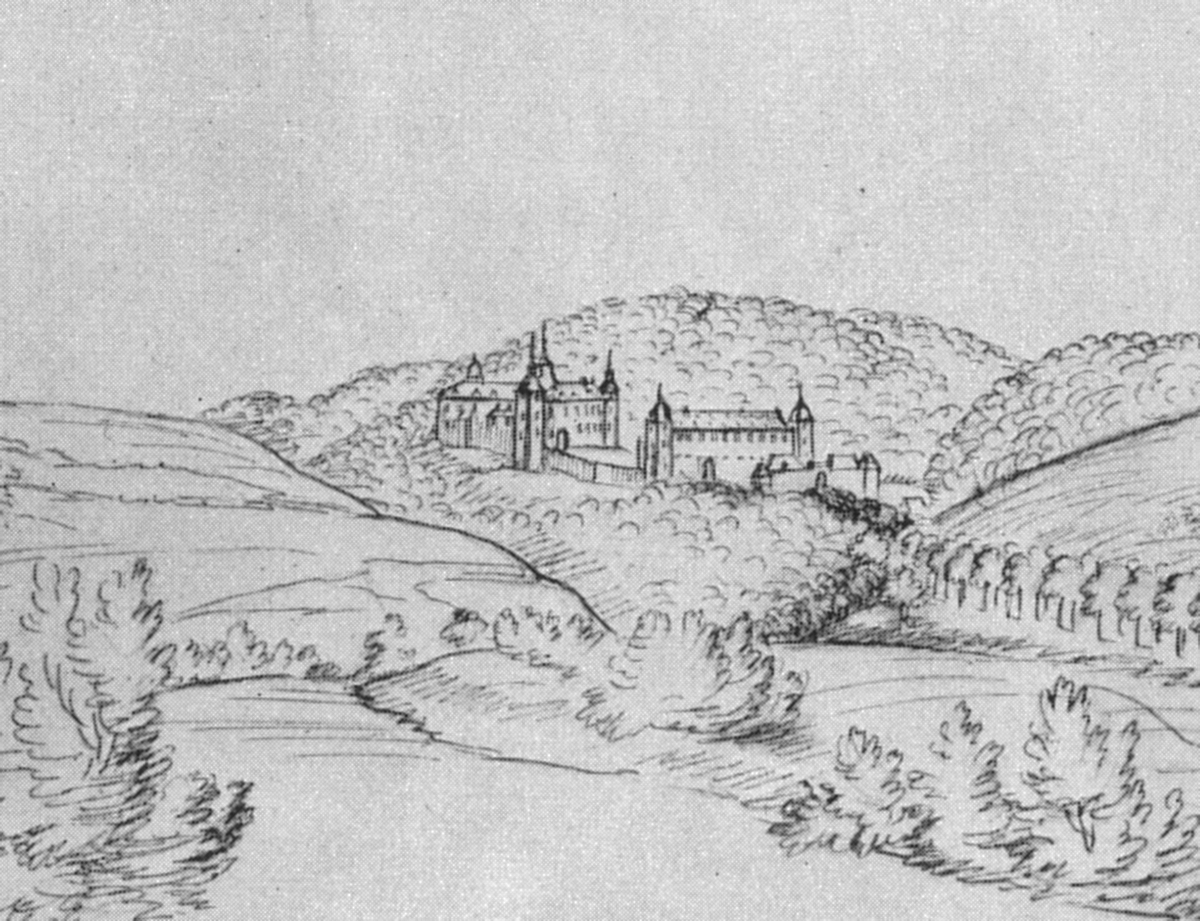
Zeichnung der Burg Schnellenberg (erste Hälfte 18. Jahrhundert)

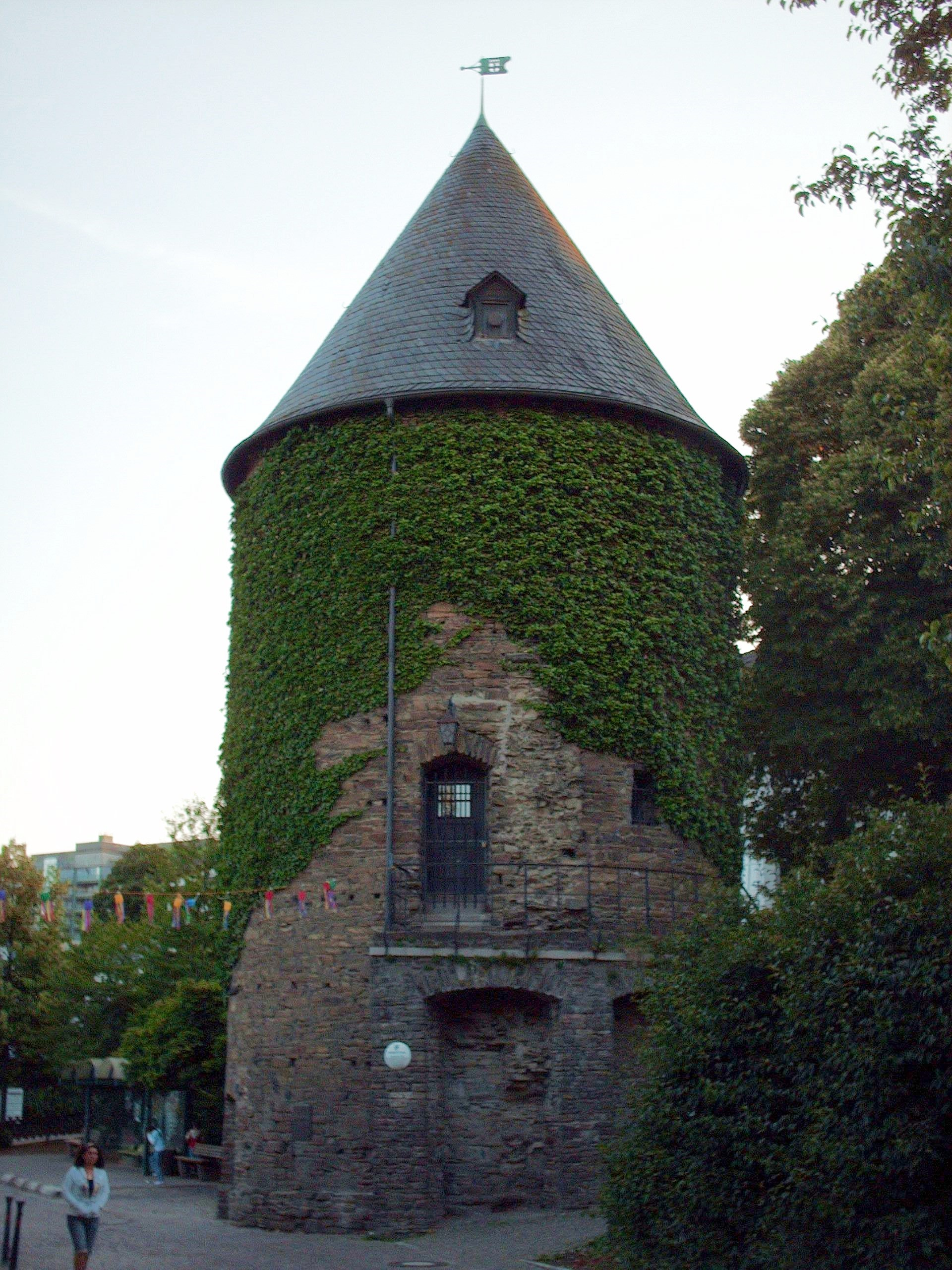
Bieketurm

- Pfarrkirche St. Johannes Baptist

Die Pfarrkirche St. Johannes Baptist wird auch Sauerländer Dom genannt. Sie besitzt einen romanischen Turm aus der Zeit um 1200 und ein gotisches Langhaus aus dem 14. Jahrhundert. Auffallend ist die barocke Haube des Turms, die seit 1634 die Kirche ziert.
- Daneben gibt es im Stadtgebiet die historische Hospitalkirche am Bahnübergang, die 1914 im Jugendstil erbaute, denkmalgeschützte evangelische Erlöserkirche und am Ufer des Biggesees die Waldenburger Kapelle. Die 1962 errichtete St.-Josefs-Kirche wurde 2013 profaniert und  2021 vollständig abgerissen.
- Altes Rathaus

Das alte Rathaus wurde wohl nach der Mitte des 14. Jahrhunderts erbaut und im 18. und 19. Jahrhundert stark verändert. 1962–1964 wurde das Äußere in Anlehnung an einige Befunde und einer in der Pfarrkirche aufbewahrten Darstellung in der ursprünglichen Gestalt wiederhergestellt. Die gesamte Innenraumgestaltung, die Ausstattung mit Antikglasfenstern und Lampentürmen übernahm der Aachener Künstler Benno Werth. Das Gebäude ist ein mächtiger traufständiger Bau mit rekonstruierten Staffelgiebeln. Das in Arkaden geöffnete Erdgeschoss diente ehemals als Kaufhalle. In dem Gebäude ist das Südsauerlandmuseum untergebracht.
- Burg Schnellenberg

Auf einem Hügel der Stadt befindet sich die Burg Schnellenberg. Sie ist seit 1594 im Eigentum der Familie der Freiherrn von Fürstenberg. Im Jahre 1594 kaufte der spätere Landdroste des Herzogtums Westfalen, Kaspar von Fürstenberg, diese reichsunmittelbare Burganlage. Sie gilt als die größte und mächtigste Burganlage in Südwestfalen. Sie beherbergt ein Hotel und ein Restaurant.
- Kloster Ewig

Das ehemalige Augustiner-Kloster Ewig vor den Toren Attendorns beherbergt einen Teil der Justizvollzugsanstalt (JVA) Attendorn.
- Hospitalkirche St. Barbara

Sehenswert ist auch die ehemalige Hospitalkirche St. Barbara.
- Türme der Stadtmauer

Von der 1812 abgebrochenen Stadtbefestigung sind der Pulverturm und der Bieketurm aus dem 13. Jahrhundert erhalten. Der Bieketurm wird von der Schützengesellschaft Attendorn 1222 e. V. als Zeughaus genutzt. Fahnen, Königsketten, Panzer etc. können von Mai bis Oktober jeweils samstags von 11 bis 13 Uhr besichtigt werden. An der Turmseite zum Feuerteich ist noch die Höhe der ehemaligen Stadtmauer im Maueransatz abzulesen.

### Naturdenkmäler

#### Atta-Höhle
Die berühmteste Sehenswürdigkeit der im Südsauerland gelegenen Stadt ist die Atta-Höhle, die 1907 beim Kalkabbau freigelegt wurde und eines der größten zusammenhängenden Höhlensysteme Deutschlands darstellt. Ihre Entstehung beruht im Wesentlichen auf den Kalkvorkommen in der Attendorn-Elsper-Doppelmulde.

#### Biggetalsperre
Im Süden des Stadtgebietes befindet sich der Staudamm der Biggetalsperre. Zusammen mit der Listertalsperre und dem Ahauser Stausee bildet sie ein großes Naherholungsgebiet für die Stadt und deren Umgebung.

### Sport

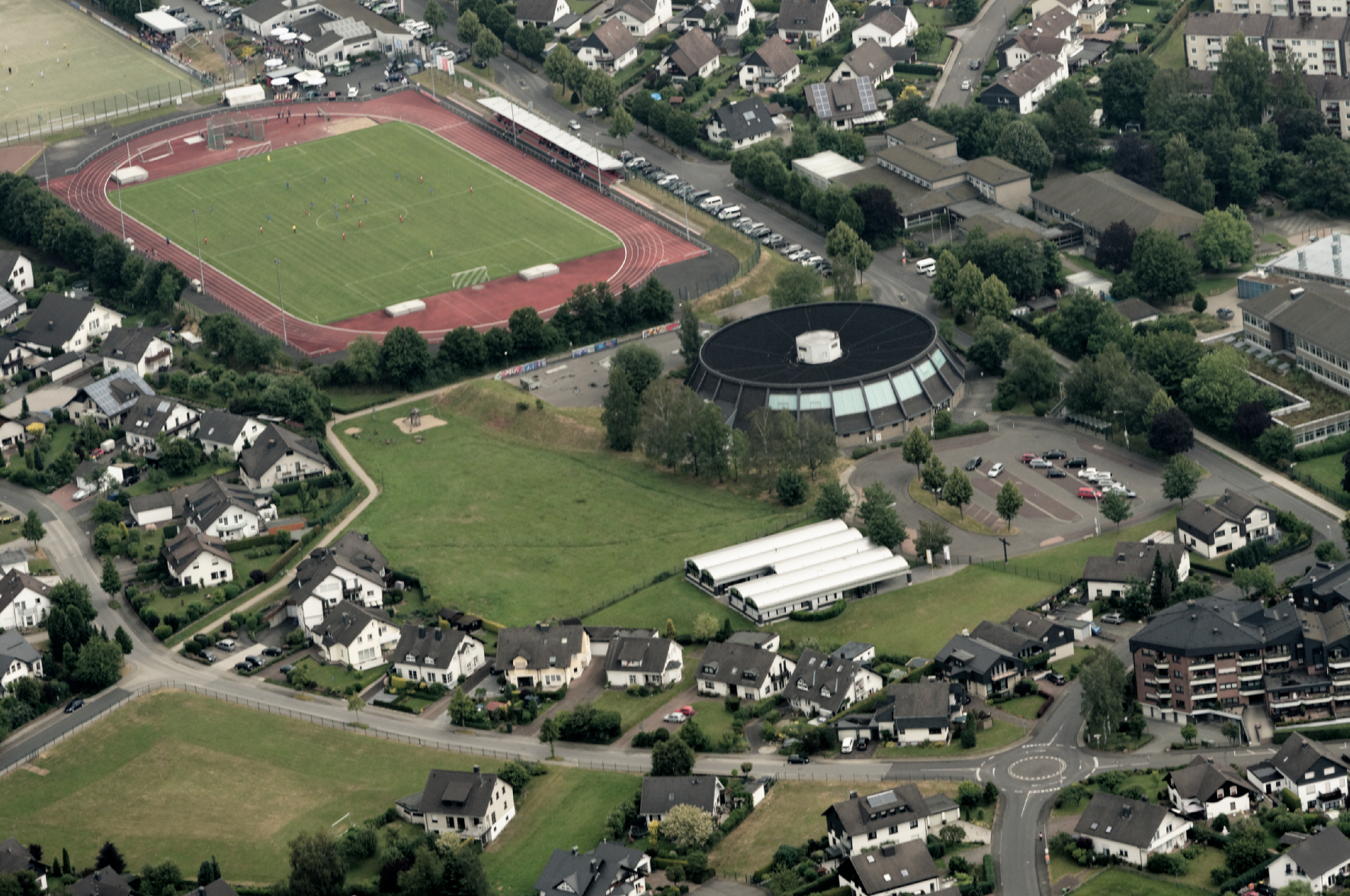
Hansastadion

Die Stadt Attendorn verfügt über zahlreiche Sportvereine verschiedener Art. Die meisten Mitglieder hat der TV Attendorn, der als klassischer Breitensport-Verein viele Sportarten anbietet, jedoch im Tischtennis, im Radfahren und Triathlon die größten Erfolge feiern kann. Fußball wird in der Kernstadt in vier Vereinen angeboten, von denen der SV 04 Attendorn der erfolgreichste ist. Dieser spielt in der Landesliga Westfalen.
Des Weiteren gibt es die Tennis-Vereine TC Blau-Weiß und TC Milstenau, den Handballverein SG Attendorn-Ennest, die Bogensportfreunde, den Leichtathletik-Club, den Schwimmverein Schwarz-Weiß, den Golfclub Repetal, den Motorsportclub Lennetal-Bamenohl-Attendorn sowie weitere Vereine, die nahezu sämtliche Sportarten anbieten.
Die Stadt Attendorn verfügt über ein Hallen-Schwimmbad, ein Lehrschwimmbecken, ein Naturrasen-Leichtathletik-Stadion, eine Reithalle, Kunstrasen-Fußballplätze in allen Stadtteilen sowie mehrere Sporthallen, Tennisplätze, einen Segelflugplatz, einen Golfplatz, einen Bikepark, einen Skatepark und weitere Sportstätten.
Einen festen Platz im Laufkalender des DLV hat der Attendorner Citylauf. Der Straßenlauf findet alljährlich im Frühjahr statt. Zahlreiche Läuferinnen und Läufer aus Attendorn und der weiteren Umgebung treten an, um die amtlich vermessene Strecke über 1.500, 5.000 oder 10.000 Meter zu absolvieren. Ins Leben gerufen wurde der Citylauf 1993 vom Mitbegründer des Schwimmclubs Schwarz-Weiß Attendorn, Franz Josef Becker. Später übernahm der TV Attendorn als Veranstalter. 2009 zählte der Citylauf bereits über 600 Meldungen mit einem bunt gemischten Läuferfeld. 2019 verzeichnete der Citylauf mit über 1.400 gemeldeten Läuferinnen und Läufern einen neuen Teilnehmerrekord.

### Musik
In Attendorn gibt es zahlreiche Musikvereine sowie eine von der Stadt betriebene Musikschule. Außerdem stellt das Jugendzentrum einen Proberaum für junge Bands zur Verfügung.

### Gesellschaftliche Vereine
Das Attendorner Vereinsleben bereichert auch eine Reihe von sozial und zivilgesellschaftlich aktiven Vereinen, z. B. die Kolpingfamilie, der Arbeitskreis Eine Welt, die Initiative Bürgerhaus Alter Bahnhof und die AG Begegnung Attendorn.

## Wirtschaft und Infrastruktur

### Wirtschaft
Attendorns gewerbliche Wirtschaft wird von mittelständischen Unternehmen der eisen- und metallverarbeitenden Industrie geprägt. Diese sind zu einem Großteil weltweit tätige Automobilzulieferer, wie z. B. Mubea (1072 Beschäftigte vor Ort), GEDIA (813 Beschäftigte), Kirchhoff Automotive (799 Beschäftigte) und Sodecia Kemmerich (407 Beschäftigte). Eine weitere bedeutende Branche ist die Haus- und Sanitärtechnik. Die größten Arbeitgeber sind hier Viega (1366 Beschäftigte), Aquatherm (270 Beschäftigte) und BeulCo (228 Beschäftigte).
Die Steuersätze von Attendorn liegen bei der Grundsteuer A (für Betriebe der Land- und Forstwirtschaft) bei 170 %, der Grundsteuer B (für die meisten anderen Grundstücke) bei 315 % und der Gewerbesteuerhebesatz bei 395 %. Alle drei Steuersätze liegen deutlich unter dem Landesdurchschnitt.
Nach den von der Industrie- und Handelskammer Siegen ausgewerteten Daten zur Handelszentralität (= Verhältnis von Einzelhandelsumsatz je Einwohner zur Einzelhandelskaufkraft je Einwohner) beläuft sich die Kaufkraftkennziffer für Attendorn im Jahr 2018 auf 81,8 und weist damit auf einen größeren Abfluss an Kaufkraft nach auswärts hin (Kennziffern der Nachbarorte zum Vergleich: Olpe 133,7 und Lennestadt 107,5).

### Verkehr

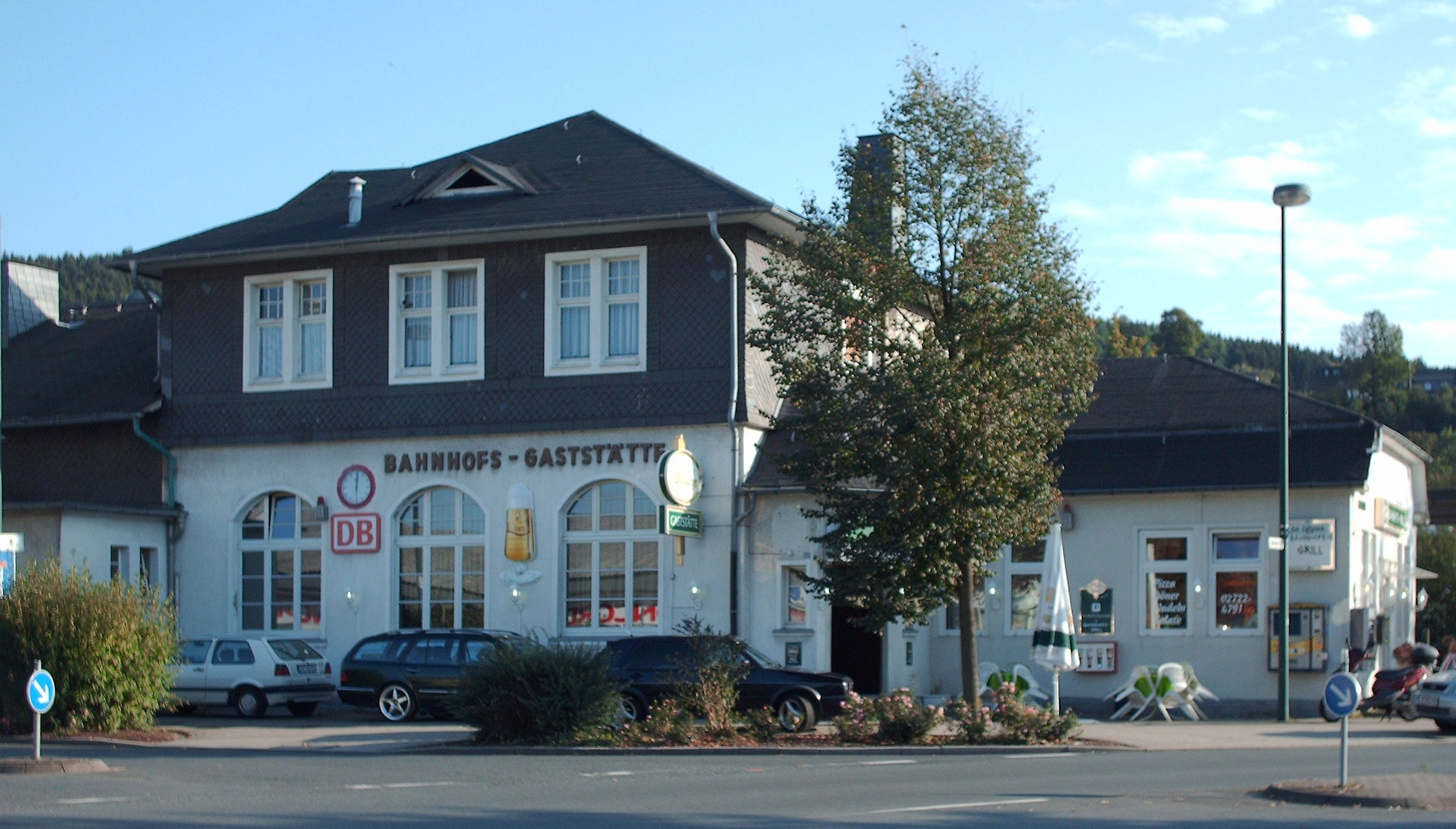
Bahnhof Attendorn

Die nächstgelegene Autobahn ist die A 45, die westlich des Stadtgebiets liegt. Die Anschlussstelle Olpe ist ca. 14 Kilometer entfernt und über die L 512 zu erreichen. Die Anschlussstelle Meinerzhagen ist über die L 539 zu erreichen und liegt ca. 20 Kilometer entfernt. Die nächstgelegene Bundesstraße ist die B 54/B55 bei Olpe bzw. die B55 bei Lennestadt. Insgesamt existieren im Stadtgebiet 222,29 km Gemeindestraßen, wovon ca. 42,62 km Ortsverbindungsstraßen, 29,95 km Wirtschaftswege und ca. 149,72 km sonstige Straßen, sind. Hinzu kommen Landes- und Kreisstraßen, die insgesamt ca. 30,90 km umfassen.
Die Stadt liegt an der Biggetalbahn (KBS 442), auf der der Biggesee-Express (RB 92) verkehrt und der mehrere Haltepunkte und Bahnhöfe auf dem Stadtgebiet anfährt: Attendorn, Kraghammer, Listerscheid und Attendorn-Hohen Hagen. Die Bahn ermöglicht die Fahrt nach Olpe und Finnentrop im Einstundentakt. Am Bahnhof Attendorn begegnen sich beide Züge, so dass hier zwei Gleise vorhanden sind. In Finnentrop besteht Anschluss an die Ruhr-Sieg-Strecke, die von Siegen bis Hagen führt.
Auf dem Biggesee fahren von April bis Ende Oktober zwei Ausflugsschiffe der Personenschifffahrt Biggesee, das MS „Westfalen“ und das MS „Bigge“. Diese fahren zwei Haltepunkte auf Attendorner Stadtgebiet an sowie drei weitere im Olper Teil des Sees. Eine Zusteigemöglichkeit davon befindet sich am Biggedamm, wo Anschluss an die Touristen-Wegebahn „Biggolino“ besteht, die im Stundentakt zwischen Atta-Höhle, Innenstadt und Biggedamm verkehrt.
Rund um den Biggesee und die Listertalsperre gibt es ein geschlossenes Radwegenetz. Dieses führt u. a. vom Staudamm in Attendorn bis ans Südufer des Biggesees in Olpe sowie bis nach Finnentrop. Ebenso ist man an das Radverkehrsnetz NRW angeschlossen.
Bei Attendorn liegt der Flugplatz Attendorn-Finnentrop, der hauptsächlich für den Segelflugsport verwendet wird, jedoch auch den Status eines Sonderlandeplatzes innehat.

### Medien

#### Zeitung
Als Tageszeitung erscheinen in Attendorn die Lokalausgaben der
- Westfälischen Rundschau und der
- Westfalenpost.

Die Lokalteile beider Zeitungen sind seit dem Jahr 2009 jedoch identisch. Seinerzeit wurden die Lokalredaktionen der im gleichen Verlag (Funke Mediengruppe) erscheinenden Zeitungen zusammengelegt. In Attendorn besteht weiterhin ein Redaktionsbüro.
Außerdem erscheint samstags das kostenlose Anzeigenblatt Sauerlandkurier in einer speziellen Ausgabe für Attendorn und Umgebung mit Informationen aus dem Kreis Olpe.

#### Radio
Der Kreis Olpe verfügt als einer der wenigen in NRW über kein eigenes Lokalradio. Aktuelle Nachrichten über Attendorn kann man nur über das Radioprogramm des WDR 2 aus dem Regionalstudio Siegen empfangen, das immer zur halben Stunde Nachrichten aus Südwestfalen sendet. Mit einer Entscheidung vom 28. April 2006 ist jedoch der Kreis Olpe durch die LfM, die zuständige Aufsichtsbehörde für den Rundfunk in NRW, als mögliches Verbreitungsgebiet für Lokalfunk ausgewiesen worden. Eine Veranstaltergemeinschaft existiert seit vielen Jahren. Im April 2010 sollte eine Probeausstrahlung beginnen. Ziel war es, eine Reichweite von 68 Prozent der Bevölkerung zu erreichen, so dass am 1. Januar 2011 ein eigenes Lokalradio für den Kreis Olpe den Betrieb hätte aufnehmen können. Das Lokalradio ist nie an den Start gegangen. In manchen Bereichen des Stadtgebietes ist es möglich, die benachbarten Lokalradios Radio MK (Märkischer Kreis) und Radio Siegen zu empfangen. Des Weiteren verfügt die Helios-Klinik Attendorn über einen eigenen Radiosender. Dieser ist einmal wöchentlich (donnerstags) im Krankenhaus zu hören.

#### Fernsehen
Attendorn gehört zum Redaktionsgebiet des Studios Siegen des WDR Fernsehens. Die Lokalzeit Südwestfalen berichtet über die Region.

### Öffentliche Einrichtungen

#### Behörden und Institutionen
Sämtliche kommunale Behörden sind im Zentrum der Stadt im Rathaus untergebracht, welches u. a. auch das Bürgerbüro, den städtischen Kinderclub sowie die Verwaltung der Musikschule Attendorn-Finnentrop beherbergt.
Lokaler Energieversorger ist „Bigge-Energie“, eine Firma, in der die Energieversorgung der Stadtwerke Attendorn aufgegangen ist.
Die Post wurde im Jahr 2008 geschlossen. Ihre Aufgaben werden seither von einer Postagentur übernommen.
Im Stadtteil Ewig befindet sich seit 1968 die Justizvollzugsanstalt Attendorn. Zunächst war hier nur ein Offener Vollzug möglich. Zwischen 2008 und 2010 wurde das Gefängnis in Attendorn umgebaut und erweitert. Durch den Bau eines zusätzlichen Gebäudekomplexes, der Ende 2010 fertiggestellt wurde, war es möglich, den Geschlossenen Vollzug der bisherigen Zweiganstalt in Siegen aufzulösen und die Haftplätze ab Mitte Januar 2011 nach Attendorn zu verlagern. Die Zahl der Gefangenen soll auf 390 beschränkt bleiben, 270 im Offenen, 120 im Geschlossenen Vollzug.
Der Brandschutz wird in Attendorn durch die Freiwillige Feuerwehr der Stadt Attendorn sichergestellt. In den acht Einheiten (zwei Löschzüge und sechs Löschgruppen) leisten 289 Feuerwehrkameraden ihren Dienst. Hinzu kommt die Betriebsfeuerwehr eines großen metallverarbeitenden Betriebs.
Außerdem ist in Attendorn seit 1965 das Technische Hilfswerk in einem Ortsverband mit einem Technischen Zug mit der Fachgruppe Wassergefahren stationiert.
Es besteht eine Polizeiwache, die rund um die Uhr besetzt ist. Hier arbeiten Beamte des Wachdienstes, des Bezirksdienstes und des Verkehrskommissariats.
Der Rettungsdienst wird vom Standort Krankenhaus St. Barbara aus gewährleistet. Koordiniert wird das Rettungswesen vom Kreis Olpe. Für den Krankentransport steht das DRK zur Verfügung, ebenso wie für sanitätsdienstliche Betreuung bei Veranstaltungen. Im Zuge der Notdienstreform in Westfalen, die am 1. Februar 2011 in Kraft trat, wurde im Krankenhaus St. Barbara eine Notdienstpraxis eingerichtet.
Bis 1979 besaß Attendorn ein eigenes Amtsgericht. Seitdem gehört Attendorn zum Bezirk des Amtsgerichts Olpe.
Im Stadtteil Neu-Listernohl befindet sich eine Außenstelle des Regionalforstamtes Kurkölnisches Sauerland, zudem ist dort der Forstbetriebsbezirk Biggetalsperre des Ruhrverbands angesiedelt, von dem die Wälder entlang der Biggetalsperre und auf der Gilberginsel betreut werden.

#### Öffentliche Freizeiteinrichtungen
Die Stadthalle Attendorn hat ein Fassungsvermögen von 1074 Sitzplätzen oder 1597 Stehplätzen. Es finden hauptsächlich lokale Veranstaltungen (z. B. Schützenfest, Karneval), Comedy-/Kabarett-Veranstaltungen und Konzerte statt. Im 2023 eröffneten Stadthallenrestaurant „der Gast“ stehen zudem zwei Bundeskegelbahnen (Bohlebahnen) für das Kegel-Spiel zur öffentlichen Freizeitnutzung zur Verfügung.
In der Innenstadt liegt das Hallenbad, das sich in Trägerschaft der Stadtwerke Attendorn befindet, das Strandbad Waldenburger Bucht wird von der Biggesee GmbH betrieben. Außerdem stellt die Stadt mehrere Sporthallen, Sportplätze, einen Skaterplatz und einen Mountainbikepark zur Verfügung und unterhält ein Jugendzentrum.

#### Krankenhäuser und Fachkliniken
Das einzige Krankenhaus im Stadtgebiet ist die Helios Klinik Attendorn. Das ehemals städtische Krankenhaus St. Barbara war von 1999 bis 2014 eine 100-prozentige Tochter der Rhön-Klinikum AG, Bad Neustadt/Saale. Seit 2014 gehört es zur Helios-Gruppe des Fresenius-Konzerns. Das Krankenhaus verfügt über 286 Betten sowie über zwölf Plätze für tagesklinische Behandlung, sowie einen eigenen internen Radiosender KRA 2 der einmal wöchentlich (donnerstags) sendet.

### Bildungseinrichtungen
Als Bildungsstandort hat Attendorn regionale Bedeutung. Auf dem Stadtgebiet der Hansestadt Attendorn befinden sich 20 Kindertageseinrichtungen, sechs Grundschulen, vier weiterführende Schulen, eine Zweigstelle des Berufskollegs des Kreises Olpe, zwei Förderschulen, eine Musikschule und das Abendgymnasium.
Die 20 Kindertageseinrichtungen sind in unterschiedlicher Trägerschaft, darunter ein Betriebskindergarten und eine Großtagespflegestelle.
Sechs Grundschulen sind für die Bildung der Kinder in der Primarstufe zuständig. Drei davon liegen im Gebiet der Kernstadt, jeweils eine in Ennest, Helden und Neu-Listernohl.
Für den Sekundarbereich I sind vier Schulen in Attendorn zuständig. Die Hanseschule, Sekundarschule der Hansestadt Attendorn, nahm mit dem Schuljahr 2012/13 ihren Betrieb als erste Sekundarschule im Kreis Olpe auf.
Die einzige Realschule auf Attendorner Gebiet, die St.-Ursula-Realschule, befindet sich in Trägerschaft des römisch-katholischen Erzbistums Paderborn.
In Attendorn existieren außerdem zwei Gymnasien, von denen eines in städtischer Trägerschaft steht: das Rivius-Gymnasium. Die Vorläufer dieser Schule wurden bereits 1515 gegründet. Das zweite Gymnasium, das St.-Ursula-Gymnasium, befindet sich genau wie die Realschule in der Trägerschaft des Erzbistums Paderborn. Den Ursprung hat diese Schule in einem Kloster des Ursulinen-Ordens, der zu Beginn des 20. Jahrhunderts nach Attendorn kam. Die Attendorner Gymnasien werden ebenfalls von Schülern aus den Nachbarkommunen Finnentrop und Plettenberg stark genutzt. In der Oberstufe existiert eine Kooperation zwischen beiden Gymnasien, die die Durchführung von Leistungs- und Grundkursen in weniger stark frequentierten Fächern ermöglicht.
Für berufliche Schulen ist der Kreis Olpe Schulträger der Zweigstelle Attendorn des Berufskollegs des Kreises Olpe. An diesem Standort werden hauptsächlich Auszubildende aus gewerblichen Berufen im Rahmen des dualen Ausbildungssystems schulisch unterrichtet. Allerdings werden auch vollzeitschulische Bildungsgänge vor oder nach einer Berufsausbildung, die vollzeitschulische Berufsausbildung und Weiterbildungsmaßnahmen angeboten.
Zudem gibt es die Förderschule St. Laurentius mit dem Förderschwerpunkt geistige Entwicklung und die Martinus-Schule mit den Förderschwerpunkt Sprache. Die Albert-Schweitzer-Schule mit dem Förderschwerpunkt Lernen wurde 2014 geschlossen.
Die Musikschule Attendorn befindet sich in Trägerschaft der Stadt Attendorn. Das Abendgymnasium Attendorn ermöglicht berufstätigen Menschen die Erlangung des Abiturs. Außerdem dient die Akademie Biggesee in Neu-Listernohl der Erwachsenenbildung und bietet verschiedene Seminare an. Des Weiteren finden in Attendorn verschiedene Kurse der Volkshochschule des Kreises Olpe statt. Die nächstgelegene Hochschule ist die Universität Siegen.

## Persönlichkeiten

### Ehrenbürger
Ehrenbürger der Stadt Attendorn sind:
- Alexander Schnütgen (1843–1918)
- Walter Viegener (1922–2006)

### Söhne und Töchter der Stadt
- Johannes Rivius (1500–1553), Pädagoge und Theologe
- Johann Sasse (1640–1706), Bildschnitzer und Bildhauer des Barock
- Heinrich Freiherr von Heuel (1648–1722), Reichshofrat
- Ferdinand von Fürstenberg (1661–1718), Oberst, Erbdrost im Herzogtum Westfalen
- Clemens Fahle (1856–1933), Reichstagsabgeordneter
- Theodor Plange (1789–1855), deutscher Jurist und Abgeordneter
- Stephan Dingerkus (1807–1872), Jurist und preußischer Abgeordneter
- Josef Mayworm (1877–1953), Politiker (SPD), MdL, Bürgermeister von Attendorn
- Robert Lenneberg (1887–1965), Mediziner, Geburtsort ist entweder Attendorn oder Rheydt
- Angela Maria Autsch (1900–1944), Nonne und NS-Opfer
- August Bruse (1903–1984), Politiker (SPD), MdB, Bürgermeister von Attendorn
- Gabriel Stern (1913–1983), jüdischer Schriftsteller und Journalist
- Albert Menne (1923–1990), Logiker und Philosoph
- Wingolf Scherer (1924–2022), Offizier der Wehrmacht, Autor und Lehrer
- Carl Josef Hoffmann (1925–2017), Bildhauer
- Otto Pöggeler (1928–2014), Philosoph
- Alfred Schnüttgen (1930–1990), Franziskanerpater und Missionar
- Wolfgang Demtröder (* 1931), Physiker
- Gerhard Stamm (1934–2011), Bibliothekar
- Franz Josef Becker (* 1936), Sportler, Träger des Bundesverdienstkreuzes
- Hartmut Hosenfeld (* 1939), deutscher Heimatforscher
- Heiko Haumann (* 1945), Historiker und Hochschullehrer
- Gerhard Vigener (* 1946), deutscher Rechtswissenschaftler und Politiker (CDU)
- Lioba Albus (* 1958), Kabarettistin, Schauspielerin und Radiomoderatorin
- Thomas Albus (* 1959), Schauspieler und Synchronsprecher
- Mark Henrich (* 1961), Leichtathlet (Sprint)
- Rüdiger Höffer (* 1961), Hochschullehrer für Bauingenieurwesen
- Petra Einhoff (* 1963), Schauspielerin, Synchronsprecherin und Sängerin
- Harald Gante (* 1963), Generalmajor des Heeres der Bundeswehr
- Markus Köster (* 1966), Historiker
- Georg Zeppenfeld (* 1970), Opernsänger (Bass)
- Tanja Hennes (* 1971), Radrennfahrerin
- Antonio Barbarino (* 1964), Taekwondo Trainer
- Anne Willmes (* 1978), Fernsehmoderatorin und Journalistin
- Britta Hofmann (* 1980), Moderatorin, Journalistin und Redakteurin
- Daniel Beckmann (* 1980), Organist
- Martin Becker (* 1982), Schriftsteller, Journalist und Hörspielautor
- Florian Müller (* 1987), Bundestagsabgeordneter
- Patrick Bettig (* 1992), ehem. Handballspieler
- ÉSMaticx (* 1994), bürgerlich: Elisa Schulte, Rapperin
- Gordana Mitrović (* 1996), Handballspielerin
- Damian Toromanovic (* 1999), Handballspieler
- Jonas Kaufmann (* 2003), Schauspieler

### Sonstige mit Attendorn in Verbindung stehende Persönlichkeiten
- Willibrord Benzler (1853–1921), Bischof des Bistums Metz von 1901 bis 1919; besuchte in Attendorn das Gymnasium
- Carl Schmitt (1888–1985), Staatsrechtler und politischer Philosoph; wohnte als Junge im katholischen Konvikt in Attendorn und besuchte das Gymnasium.
- Heinz Günther Konsalik (1921–1999), Schriftsteller mit dem bürgerlichen Namen Heinz Günther; lebte nach dem Ende des Zweiten Weltkrieges in Attendorn, wohin seine Mutter aus Köln evakuiert war. Er schrieb seinen ersten Roman Liebesspiel mit Jubilar mit einer Handlung in Attendorn. Konsaliks Ehefrau war Lehrerin in Attendorn.
- Paul-Werner Scheele (1928–2019), Bischof von Würzburg; legte am 8. Oktober 1946 in Attendorn das Abitur ab
- Paul Josef Cordes (1934–2024), Kurienkardinal der römisch-katholischen Kirche; legte 1955 am Rivius-Gymnasium das Abitur ab
- Frank Beckehoff (* 1954), Politiker (CDU), 1999–2020 Landrat des Kreises Olpe; lebt in Attendorn
- Nezahat Baradari (* 1965), Kinderärztin und Politikerin (SPD), Mitglied des Deutschen Bundestages; lebt und arbeitet in Attendorn